# Лінійні кораблі класу «Кінг Джордж V» (1939)
«Кінг Джордж V» — тип лінкорів Королівського флоту Великої Британії часів Другої світової війни. Усього побудовано 5 кораблів: «Кінг Джордж V» (англ. King George V), «Принц Уельський» (англ. Prince of Wales), «Дюк оф Йорк» (англ. Duke of York), «Енсон» (англ. Anson), «Хау» (англ. Howe). Лінкори цього типу брали активну участь у боях Другої світової війни. Їх подальшим розвитком повинні були стати лінійні кораблі типу «Лайон».

## Історія створення
1926 року, після спуску на воду нових лінкорів «Нельсон» та «Родні», Великобританія вичерпала встановлений Вашингтонською угодою ліміт водотоннажності. Після підписання у 1930 році Лондонської морської угоди будівництво нових британських лінкорів було можливе не раніше кінця 1930-х років. У цих умовах конструктори пробували свої сили тільки на креслярських дошках, а колись потужні виробництва броні та великокаліберних гармат поступово занепадали. Перші спроби опрацювання образу нових лінкорів було здійснено 1928 року.
Всерйоз роботи з проектування нових лінкорів розпочалися лише 1933 року. Термін дії Лондонської угоди спливав 1 січня 1937 року, перспективи підписання наступного були дуже туманні, тому в цих умовах могла розпочатися нова гонка розмірів капітальних кораблів. З іншого боку, з політичних та фінансових причин Великобританія не хотіла першою розпочинати цю гонку, внаслідок чого виникло бажання не змінювати поточний стан речей. Ці обставини призвели до вироблення 1933 року досить сумнівних вимог до проектування лінкора програми 1937 року. Для вироблення вимог до нового лінкору Штабу Адміралтейства ініціював стадію попередніх опрацювань проектів лінкора. Фахівці Штабу вважали ідеальним озброєння з 381-мм або 406-мм гармат, розміщених у чотирьох двогарматних баштах. У крайньому випадку допускалося встановити три тригарматні башти. Крім того, було озвучено досить дивну вимогу розмістити дванадцять 152-мм гармат у казематах. Зенітне озброєння дальньої дії мало складатися зі 102- або 120-мм зенітних гармат, розміщених по три з кожного борту, або по дві по бортах і одна — в діаметральній площині. Зенітну артилерію ближньої дії мали складати чотири установки 40-мм «пом-помів». До складу озброєння також повинні були входити шість літаків з двома катапультами і два бортових п'ятитрубних надводних торпедних апарати. Бронювання мало захищати від 406-мм снарядів і 914-кг бомб. Броньова палуба мала забезпечити захист машинної установки від бомб калібром аж до 454 кг. Підводний захист, як і в «нельсонів», мав протистояти торпеді з 340-кг бойовою частиною. Максимальна швидкість корабля мала становити 23 вузли. Ці вимоги були оформлені Морським штабом і передано на затвердження Контролеру флоту у червні 1933.
На переговорах у Женеві Великобританія запропонувала обмежити водотоннажність нових лінкорів 22 000 т, а калібр гармат — 305 або навіть 280 мм. Японія попередньо була згодна на обмеження у 25 000 т та 356 мм, Франція вже будувала «Дюнкерк» в 26 500 т з озброєнням з 330-мм гармат і готова була погодитися не перевищувати ці параметри. Британці сподівалися „уламати“ непоступливих американців і досягти на переговорах обмеження у 28 000 т та 305 мм. Тому на нараді 10 січня 1934 між Першим морським лордом адміралом Четфілдом, заступником начальника Морського штабу, що представляв Британію на переговорах, віце-адміралом Літтлом [англ.] і Контролером флоту контр-адміралом Форбсом було прийнято рішення при проектуванні нових лінкорів обмежитися саме цими параметрами.
5 квітня 1935 року керівник Відділу кораблебудування представив чотири проекти, водотоннажність яких знаходилася в межах від 28 130 до 28 500 т. Швидкість у проектах «12N» та «12О» становила 23 вузли, а в проектах «12Р» та «12Q» — 23,25 вузли. Перша пара мала товстіший пояс — 318 мм проти 305 мм у районі погребів, 293 мм проти 280 мм у районі машинно-котельних відділень (МКВ) та палубу — 140 мм проти 127 мм над погребами та 88 мм замість 76 мм над МКВ та кермовим пристроєм. На всіх проектах башти та барбети мали захист завтовшки 293 мм. Озброєння проектів «12О» і «12Q» становили дев'ять 305-мм гармат в тригарматних баштах, у проекті «12N» і «12Р» 305-мм гармати розміщувалися у двогарматних установках, лише у першому їх було вісім, але в другому десять. На всіх проектах доповнювали озброєння 12 152-мм гармат у казематах, 12 120-мм зеніток у спарених установках, чотири 8-ствольних «пом-пома» та 10 надводних торпедних апаратів. Незважаючи на низку «ретроградних» рішень — два допоміжні калібри, казематне розташування 152-мм гармат, торпедні апарати; у проектах з'явилися і рішення, що збереглися в підсумковому проекті. Так, замість внутрішнього похилого поясу у всіх проектах використали зовнішній вертикальний пояс. Крім того, було зроблено висновок про неможливість розташувати таку різнорідну артилерію зі 152-, 120- та 40-мм гармат, після чого начальник Кораблебудівного департаменту запросив у Морського штабу зміну вимог до лінкорів та відмову від 152-мм гармат. Було запропоновано модифікації проектів «12P» та «12N» зі збільшенням кількості 120-мм зенітних гармат до 24 та 28 відповідно. У цьому проекті «12N» також довелося відмовитися і надводних торпедних апаратів.
| 305-мм проєкти квітня 1934 року | 305-мм проєкти квітня 1934 року | 305-мм проєкти квітня 1934 року | 305-мм проєкти квітня 1934 року | 305-мм проєкти квітня 1934 року |
| Проєкти | 12N                             | 12O                             | 12P                             | 12Q                             |
| --- | ------------------------------- | ------------------------------- | ------------------------------- | ------------------------------- |
| Довжина, м | 173,7                           | 173,7                           | 179,8                           | 179,8                           |
| Швидкість, вузли | 23                              | 23                              | 23,25                           | 23,25                           |
| Бронювання - пояс, погреби / ЕУ, мм | 318 / 293                       | 318 / 293                       | 305—280                         | 305 / 280                       |
| палуба, погреби / ЕУ та кермовий привід, мм | 140 / 89                        | 140 / 89                        | 127 / 76                        | 127 / 89                        |
| ПТП, мм | 51                              | 51                              | 38                              | 38                              |
| Головний калібр (305-мм гармати) | 4×2                             | 3×3                             | 5×2                             | 3×3                             |
| ТА | 2×5                             | 2×5                             | —                               | —                               |
| ЛА | 1                               | 1                               | —                               | —                               |
| Статті вагового навантаження, дов. тонн |                                 |                                 |                                 |                                 |
| Корпус | 11 400                          | 11 400                          | 11 100                          | 11 100                          |
| Обладнання | 1100                            | 1100                            | 1050                            | 1050                            |
| Бронювання | 10 030                          | 9530                            | 9710                            | 9310                            |
| Озброєння | 4070                            | 4200                            | 4740                            | 5140                            |
| ЕУ | 1900                            | 1900                            | 1900                            | 1900                            |
| Загалом стандартна водотоннажність | 28 500                          | 28 130                          | 28 500                          | 28 500                          |
| Для всіх — потужність ЕУ 45 000 к. с., допоміжне озброєння 12 152-мм гармат в казематах, 6×2×120-мм ЗА, 4×8×40-мм «пом-пом», 8×4×7,62-мм кулеметів, бронювання — барбети та лоб башт 292 мм, стінки башт 203 мм, траверзи 254 мм |                                 |                                 |                                 |                                 |

Розгляд цих проектів показав, що за всіма статтями вони програють як новому французькому «Дюнкерку», так і лінкорам класу «Квін Елізабет» після модернізації. Зробили висновок про неможливість створити повноцінний лінкор у водотоннажності 25 — 28 тис. тонн. Ця невдача зіграла свою роль у тому, що Британія надалі не наполягала на обмеженні водотоннажності лінкора у 28 000 т. Усі країни суперниці планували створення швидкохідних лінкорів у межах ліміту в 35 000 т, тому у подальшому розглядалися лише 35000-тонні проєкти. Основні зусилля спрямували на визначення оптимального співвідношення швидкості, озброєння та захисту у межах цього ліміту.
Управління кораблебудування зробило низку ескізних розрахунків з різними комбінаціями озброєння, захисту та швидкості. Спільним у всіх проектів була вимога 35 000 т стандартної водотоннажності і нормальний запас палива 4000 т.
Спочатку Адміралтейство схилялося до 23-вузлових проектів «14А» та «14Q» з гарним захистом та озброєнням з 356-мм гармат. Адмірали хотіли отримати однорідну бойову лінію зі старих та нових кораблів і швидкість 23 вузла вибиралася виходячи зі швидкості лінкорів що вже у були у строю. Але після отримання відомостей щодо розробки у Європі 30-вузлових лінкорів начальник кораблебудівного департаменту дав завдання на розробку 30-вузлових проектів. Так з'явилися проекти «16А», «15А», «14С», «14D» та «14E». Під час їх детального обговорення розгорнулася дискусія щодо того, чи варто жертвувати захистом заради швидкості. З одного боку, більш висока швидкість дозволить лінкору наздогнати супротивника та витримувати в ході бою вигідні для себе дистанцію та курсові кути. При цьому з іншого боку, лінкор має бути досить добре захищений для бою на дистанції ефективної стрільби.
У середині 1930-х років штабні теоретики вважали, що при бою на дистанції в 90 — 100 каб. (16,6 — 18,5 км) відсоток попадань буде занадто малий для того, щоб супротивники могли потопити один одного. І для досягнення рішучого результату противники будуть змушені зблизитися на дистанцію 60 — 80 каб (11 — 14,8 км). При цьому деякі зазначали, що у рішучій битві велику роль відіграє не висока швидкість, а потужність лінкора, тому більш оптимальною є швидкість у 27 вузлів. Тому що три вузли різниці не дають помітної переваги в бою, а досягнення 30-вузлової швидкості можливе лише за рахунок помітного погіршення озброєння та бронювання. При цьому вибір калібру гармат на дистанції в 60-80 каб. був другорядним. Бронепробивність 356-мм гармат на таких дистанціях була хоч і трохи гірша, але достатньою. При цьому починала даватися в знаки їх більша скорострільність - 2 постріли за хвилину проти 1,5—1,7 у 406-мм. При цьому час польоту снаряда складав 20-30 сек і тому, на відміну від більших дистанцій, цю перевагу в скорострільності вже можна було реалізувати.
У зв'язку з цим розробили 27-вузлові проекти «16В», «16С», «15B» та «14F». Усі 11 проектів передали для аналізу до технічного департаменту Морського штабу. Він провів детальний аналіз та видав висновок у тому, що слід обрати один з трьох варіантів:
- 30-вузловий лінкор із озброєнням з 381-мм гармат;
- 27-вузловий лінкор із озброєнням з 381- або 406-мм гармат;
- 23-вузловий лінкор із озброєнням із 406-мм або 356-мм гармат.

Цей аналіз лорди Адміралтейства обговорили 20 вересня 1935 року. Вони обрали лінкор з дев'ятьма 381-мм гарматами та швидкістю не нижче 29 вузлів. Передбачалося що ці лінкори будуть побудовані для Європейського театру, а для протистояння більш потужним японським та американським лінкорам на Далекому Сході буде побудовано наступну серію лінкорів з 406-мм гарматами. Але далі у процес проектування нового лінкора втрутилася політика.
| Проєкти лінкорів 1935 року                                         | Проєкти лінкорів 1935 року | Проєкти лінкорів 1935 року | Проєкти лінкорів 1935 року | Проєкти лінкорів 1935 року | Проєкти лінкорів 1935 року | Проєкти лінкорів 1935 року | Проєкти лінкорів 1935 року | Проєкти лінкорів 1935 року | Проєкти лінкорів 1935 року | Проєкти лінкорів 1935 року | Проєкти лінкорів 1935 року |
| Проєкти                                                            | 16A                        | 16B                        | 16C                        | 15A                        | 15B                        | 14A                        | 14Q                        | 14C                        | 14D                        | 14E                        | 14F                        |
| ------------------------------------------------------------------ | -------------------------- | -------------------------- | -------------------------- | -------------------------- | -------------------------- | -------------------------- | -------------------------- | -------------------------- | -------------------------- | -------------------------- | -------------------------- |
| Швидкість, вузли                                                   | 30                         | 27                         | 27                         | 30                         | 27                         | 23                         | 23                         | 30                         | 30                         | 30                         | 27                         |
| Пояс навпроти погребів, мм                                         | 305                        | 356                        | 318                        | 318                        | 356                        | 343                        | 343                        | 305                        | 356                        | 318                        | 343                        |
| Пояс навпроти ЕУ, мм                                               | 280                        | 343                        | 318                        | 318                        | 343                        | 311                        | 311                        | 280                        | 343                        | 318                        | 305                        |
| Палуба над погребами, мм                                           | 127                        | 152                        | 133                        | 133                        | 152                        | 127                        | 127                        | 127                        | 159                        | 133                        | 152                        |
| Палуба над ЕУ, мм                                                  | 76                         | 133                        | 120                        | 108                        | 140                        | 89                         | 89                         | 89                         | 127                        | 133                        | 102                        |
| Головний калібр                                                    | 3х3х406-мм                 | 2х3+1х2х406-мм             | 3х3х406-мм                 | 3х3х381-мм                 | 3х3х381-мм                 | 4х3х356-мм                 | 3х4х356-мм                 | 4х3х356-мм                 | 1х4+2х2х356-мм             | 2х4+1х2х356-мм             | 3х4х356-мм                 |
| Статті вагового навантаження, дов. тонн                            |                            |                            |                            |                            |                            |                            |                            |                            |                            |                            |                            |
| Корпус                                                             | 13 690                     | 13 200                     | 13 250                     | 13 500                     | 13 200                     | 12 375                     | 12 330                     | 13 540                     | 13 200                     | 13 500                     | 13 200                     |
| Обладнання                                                         | 1200                       | 1200                       | 1200                       | 1200                       | 1200                       | 1200                       | 1200                       | 1200                       | 1200                       | 1200                       | 1200                       |
| Бронювання                                                         | 10 075                     | 11 725                     | 11 015                     | 11 155                     | 11 955                     | 11 325                     | 10 525                     | 10 075                     | 11 955                     | 11 395                     | 11 365                     |
| Озброєння                                                          | 7160                       | 6450                       | 7160                       | 6270                       | 6270                       | 7150                       | 6860                       | 7160                       | 5770                       | 6060                       | 6860                       |
| ЭУ                                                                 | 2875                       | 2375                       | 2375                       | 2875                       | 2375                       | 1950                       | 1900                       | 2875                       | 2875                       | 2875                       | 2375                       |
| Загалом стандартна водотоннажність                                 | 35 000                     | 34 950                     | 35 000                     | 35 000                     | 35 000                     | 34 000                     | 32 815                     | 34 850                     | 35 000                     | 35 030                     | 35 000                     |
| Для всіх — зенітне озброєння 10х2х114-мм, 4 літаки та 1 катапульта |                            |                            |                            |                            |                            |                            |                            |                            |                            |                            |                            |

Британці доклали багато зусиль щоб обмежити гонку озброєнь. Восени 1935 року дипломатичними каналами вдалося з'ясувати, що США готові підтримати пропозицію щодо обмеження водотоннажності нових лінкорів на позначці 35 000 т, а калібру гармат - 356 мм. Вважалося, що до цієї угоди долучиться і Японія. Час для ухвалення рішення вже настав. Задля введення в дію нових лінкорів 1940 року на розробку нових гармат залишалося близько трьох років. І хоча впевненості в укладанні нової угоди не було, британці 10 жовтня 1935 року прийняли рішення будувати 35 000-тонні лінкори зі швидкістю 28 вузлів та озброєнням із 356-мм гармат. Було дано старт попередньої розробки 356-мм гармат. Правильним рішенням було б розпочати паралельну розробку 406-мм гармат, але з економічних міркувань цього робити не стали. Подальші події показали помилковість ухваленого британцями рішення. У Лондоні наприкінці 1935 - напочатку 1936 року пройшла конференція про обмеження морських озброєнь. Її результатом стала ратифікація Великобританією, США та Францією у березні 1936 угоди про обмеження водотоннажності лінкорів у 35 000 дов. т (35 562 метричних т), а калібру гармат — 356 мм. Японія до договору не приєдналася, тому в тексті договору було зроблено застереження, що якщо Японія не підпише його до 1 квітня 1937 року, країни, які підписали договір, мають право збільшити калібр до дозволених Вашингтонською угодою 406 мм. Як показали подальші події, обмеження 356 мм витримали лише самі британці. Французи з самого початку проектували свій «Рішельє» під 380-мм гармати  і не змінювали калібр, американці ж заклали у проект «Норт Керолайн» можливість заміни на 406-мм гармати.
12 листопада 1935 року, через місяць після затвердження нових вимог, Контролеру флоту було представлено на розгляд проект «14L». У проекті передбачалася нова для Британії схема енергетичної установки з шаховим чергуванням машинних та котельних відділень. Фахівці флоту вважали небезпечним використовувати необхідні для цієї схеми довгі валопроводи та вимагали створення альтернативного проекту з більш короткими валопроводами. Розроблений проект «14N» за характеристиками мало відрізнявся від «14L». Зовні він відрізнявся наявністю однієї димової труби замість двох. Для зменшення довжини валів на 10 м довелося зрушити турбіни далі в корму і сконцентрувати 114 мм зенітки однією групою перед машинним відділенням. Ще однією відмінністю цього проекту стало розміщення головної броньової палуби лише на рівні середньої з відповідним зменшенням висоти поясу на одну третину].
Обидва варіанти розглядалися на засіданні колегії Адміралтейства 2 січня 1936 року. Заступник начальника Морського штабу та Контролер флоту схилялися до варіанта «14N», над яким і пішла подальша робота. У процесі обговорення було прийнято низку рішень щодо конструкції:
- При проектній водотоннажності швидкість становила 28 вузлів. Але при повній водотоннажності додавалися 2000 т води до системи конструктивного підводного захисту (КПЗ) та 4000 т нафти. В результаті чого швидкість падала до 27 вузлів. Пропозицію Першого лорда про відмову від води у системі підводного захисту відхилили, оскільки це значно знижувало її ефективність. Водночас головному кораблебудівнику було доручено розглянути можливість заміщення води у системі КПЗ на нафту. Це заощадило б 2000 т водотоннажності[14].
- Найбільш суттєвим результатом наради стало рішення щодо зміни складу допоміжної артилерії. Замість 10 башт 114-мм гармат було вирішено встановити 8 двогарматних башт із 133-мм гарматами. Ці башти розроблялися для крейсерів ППО класу «Дідо». Рішення про заміну було прийнято попри те, що проектування нових установок ще не починалося і директор відділу морської артилерії був готовий вказати терміни розробки лише наприкінці року[14][13].
- При варіанті бронювання як у проекті «14N» через зменшення висоти поясу знижувався бойовий запас плавучості. Заступник начальника штабу наполягав на тому, щоб броньову палубу було розміщено на рівні головної, а висота поясу повернуто до висоти поясу у проекту «14L»[14].
- Начальник інженерного департаменту запропонував збільшити проектну потужність машинної установки, сподіваючись на передбачуване збільшення ефективності котлів. За рахунок 100 додаткових тон на силову установку розрахункову швидкість можна було підвищити на 0,5 вузли[14].

| Финальні проєкти лінкорів 1935 року     | Финальні проєкти лінкорів 1935 року | Финальні проєкти лінкорів 1935 року | Финальні проєкти лінкорів 1935 року |
| Проєкти                                 | 14L                                 | 14O                                 | 14P                                 |
| --------------------------------------- | ----------------------------------- | ----------------------------------- | ----------------------------------- |
| Потужність ЕУ, к.с.                     | 100 000                             | 100 000                             | 100 000                             |
| Швидкість, вузли                        | 28                                  | 28,5                                | 28,5                                |
| Пояс у погребів верхній-нижній, мм      | 356                                 | 330-356                             | 381                                 |
| Пояс ЕУ, мм                             | 330                                 | 305-330                             | 356                                 |
| Палуба погребів, мм                     | 152                                 | 140                                 | 152                                 |
| Палуба ЕУ, мм                           | 127                                 | 114                                 | 127                                 |
| Головний калібр                         | 3х4х356-мм                          | 3х4х356-мм                          | 2х4+1х2 356-мм                      |
| Середній калібр                         | 10х2х114-мм                         | 8х2х133-мм                          | 8х2х133-мм                          |
| Статті вагового навантаження, дов. тонн |                                     |                                     |                                     |
| Корпус                                  | 12 950                              | 13 065                              | 13 215                              |
| Обладнання                              | 1050                                | 1050                                | 1050                                |
| Бронювання                              | 11 800                              | 12 050                              | 12 500                              |
| Озброєння                               | 6650                                | 6450                                | 6050                                |
| ЕУ                                      | 2550                                | 2375                                | 2375                                |
| Загалом стандартна водотоннажність      | 35 000                              | 34 950                              | 35 000                              |

Вирішили запровадити усі ці зміни. За підсумками народився варіант «14О» із 133-мм універсальною артилерією та збільшеною до 28,5 вузлів швидкістю при стандартній водотоннажності. При повній водотоннажності з форсуванням ЕУ до 110 000 л. с. швидкість мала скласти щонайменше 28 вузлів. Для збільшення висоти поясу довелося зважитись на його меншу товщину. Пояс на новому проекті змінювався не лише за довжиною, а й за висотою. Верхня частина поясу була на 25 мм тонша за центральну. У районі погребів по верхній кромці його товщина становила 330 мм, 356 мм по ватерлінії та 152 мм по нижній кромці. У районі ЕУ, відповідно, 305, 330 та 127 мм. Горизонтальне бронювання також було дещо ослаблене - 140 мм над погребами та 114 мм над машинами.
Проект починав набувати остаточних рис. Його розглянув Морський штаб, та видав два зауваження до проекту. Штаб вважав розміщення 133-мм гармат однією групою неоптимальним. По-перше, через вплив дульних газів на зенітні автомати, по-друге, за такої концентрації падала бойова стійкість. Також захист був визнаний недостатнім, і штаб зажадав його посилити. В ідеалі під головною броньовою палубою потрібно було розмістити додаткову протиосколкову  палубу завтовшки 51 мм. Існували кілька варіантів рішення:
- Розмістити головну броньову палубу як на проекті 14N – на рівні середньої. При цьому висота поясу зменшувалась на одну третину. Через зниження бойового запасу плавучості цю пропозицію всерйоз не розглядали[14].
- Зменшення швидкості на 2 вузли, що давало економію у 500 т. Але це спричиняло появу коротшого корпусу та неможливість розміщення авіаційного озброєння. Також це призводило до тактичних незручностей[14].
- Зменшення озброєння до дев'яти 356-мм гармат у тригарматних баштах. Це давало економію у 1200—1400 т. Але при дев'яти гарматах вогнева міць британського лінкора ставала гірше, ніж в лінкорів європейських країн, у яких розміщувалося від восьми до дев'яти 380/381-мм гармат[16].
- Перехід на озброєння з дев'яти 381-мм гармат у тригарматних баштах. Виходила економія у 800 т. Цей варіант був найкращим з технічного погляду. Але він був порушенням договору 1936 року, на що не могли піти з політичних причин[15].

Штаб схилявся до варіанта зменшення озброєння до дев'яти 356-мм гармат, проте зрештою народилося рішення залишити 10 356-мм гармат за рахунок заміни носової піднесеної башти на двогарматну. Рішення було ухвалено на нараді ради Адміралтейства 3 квітня 1936 року. Це призводило до необхідності розробляти дві башти, що збільшувало термін їхньої готовності на два місяці. Але з цим довелося змиритись. Проект отримав позначення «14Р».
Економії ваги вистачило на те, щоб отримати на 2/3 верхньої частини висоти поясу постійну товщину 356 мм біля погребів та 330 мм в районі машинно-котельних відділень (МКВ), а для палуби - 152 та 127 мм відповідно. Через зміну розподілу ваги довелося зрушити усю цитадель на 2 м у корму. Знову повернулися до розміщення універсальної артилерії у вигляді двох груп та довгих валопроводів, як у проекті «14L». 21 квітня 1936 року британський парламент санкціонував будівництво за цим проектом двох лінкорів програми 1936 року. 29 липня, ще до затвердження остаточного проекту, видали замовлення на нові лінкори. Затвердження проекту «14Р» радою Адміралтейства відбулося лише 24 травня 1936 року. Розробка детальних креслень велася під загальним керівництвом Головного будівельника флоту З. Гудолла, головним конструктором проекту був Р. Пенгелли. Незважаючи на понаднормові роботи, через невеликий штат креслярів робочі креслення були готові лише до початку жовтня і затверджені радою Адміралтейства 15 жовтня 1936.
Тим часом над Європою густішали хмари майбутньої війни. У програму 1937 року було вирішено включити три лінкори. Хоча до цього моменту вже було зрозуміло, що Лондонська угода 1936 не буде виконуватися, офіційно Японія ще не відмовилася від її підписання. Та й розробка будь-якого нового проекту спричинила б відстрочку введення в дію на рік — півтора. Крім того, розробка гармат йшла важко і перші три башти очікувалися лише до травня 1940 року, що збільшувало термін готовності нових лінкорів. Тому було підтримано пропозицію Контролера флоту, і 16 листопада 1936 року рада Адміралтейства прийняла рішення будувати три нових корабля за тим самим проектом.
Між закладкою лінкорів програми 1936 та 1937 років минуло менше півроку. 1 січня 1937 року на верфах «Віккерс-Армстронг» та «Кеммел Лерд» було закладено лінкори «Кінг Джордж V» та «Прінс оф Велс». 5 травня 1937 року на верфі «Джон Браун і К°» у Клайдбанку було закладено «Енсон», який згодом перейменували на «Дюк оф Йорк». Остання пара лінкорів була закладена 1 червня і 20 липня 1937 на верфях «Фейрфілд» в Глазго і «Суон Хантер» в Уолсенді. Спочатку вони отримали імена «Джеліко» та «Бітті». Однак останні померли зовсім недавно — у 1935 і 1936 роках, і назву кораблів на їхню честь визнали порушенням традицій. Тому нові лінкори отримали імена «Енсон» і «Хау» на честь «старіших» адміралів.
Запланований темп будівництва витримати вдалося лише для головного корабля. Далися взнаки затримки в будівництві і початок Другої світової війни. З урахуванням виправлення «дитячих хвороб» реальна боєздатність наступала лише через 4—6 місяців після вступу у стрій. У підсумку Королівський флот отримав перші нові лінкори лише на другому році війни. Остання пара почала діяти вже тоді, коли гостра необхідність у них відпала. Втім, така ситуація була характерна для усіх флотів провідних морських держав — їм доводилося добудовувати свої лінкори вже під час бойових дій.

## Корпус
Лінкори класу «Кінг Джордж V» мали гладкопалубний корпус з майже прямокутним міделем (коефіцієнт повноти 0,99), але з досить гострими обводами (коефіцієнт повноти 0,59). Форма корпусу була максимально проста і технологічна. Незважаючи на напрацювання по транцевій кормі та бульбу, вони не використовувалися.
Підйом палуби від корми в ніс становив 1,8 м. Через вимогу Адміралтейства забезпечити вогонь прямо в ніс при нульовому куті піднесення гармат від сідлуватості палуби відмовилися. Таке рішення знижувало мореплавність і було досить сумнівним. Вести вогонь таким чином все одно не рекомендувалося через пошкодження палуби та пристроїв, що розташовані під нею. В результаті лінкори вийшли досить «мокрими» - на повній ході вода заливала носову башту та забризкувала лінзи далекомірів, що знаходилися в ній.

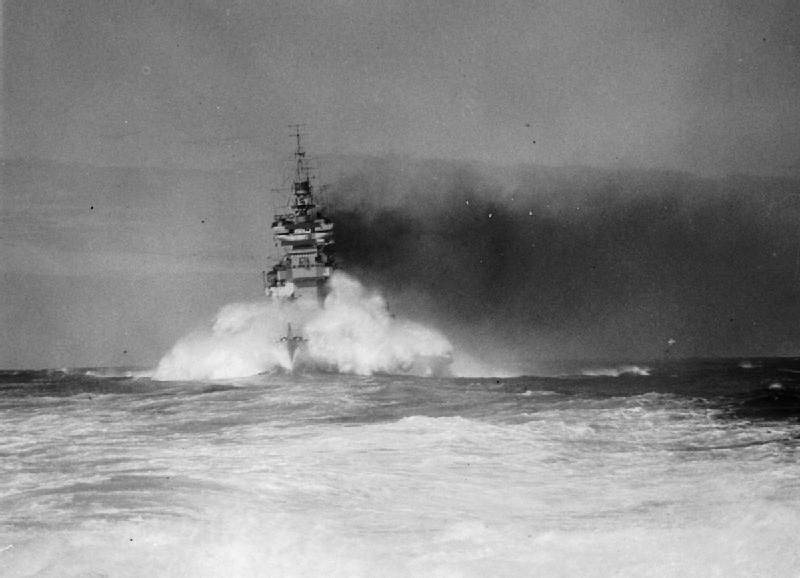
Фотографія лінкору «Енсон» під час плавання з високою швидкістю

Корпус лінкора поділявся на 19 водонепроникних відсіків. При будівництві використовувалися в основному заклепкові з'єднання. Зварювання було на той час слабо розвинене в кораблебудуванні Великобританії. до того ж низка дослідів у 1930-х роках дала британським фахівцям підстави для твердження, що зварне з'єднання є менш міцним під час вибухових навантажень. Із застосуванням зварювання виконувались лише надбудови та найменш важливі частини корпусу.
За рахунок високого броньового поясу вдалося забезпечити вельми великий запас плавучості. Завдяки цьому вдалося зменшити метацентричну висоту. І хоча вона всеодно була досить великою — 1,8 м за стандартної водотоннажності, але не такою надмірною, як на класі «Нельсон». Зменшення метацентричної висоти дозволило отримати плавну хитавицю з періодом у 14 секунд, а скулові кілі та майже квадратний мідель зменшили її амплітуду. Усе це сприяло точності стрільби. Остійність лінкорів перебувала на високому рівні - кут перекидання при непошкодженому борту перевищував 60°. За підсумками вдалося домогтися гарного поєднання бойових якостей та остійності і кораблі цього класу вважалися відмінними артилерійськими платформами.
| Статті навантаження (довгих тонн) | Статті навантаження (довгих тонн) | Статті навантаження (довгих тонн)      | Статті навантаження (довгих тонн) | Статті навантаження (довгих тонн)      | Статті навантаження (довгих тонн) |
|                                   | Стандартна водотоннажність        | Стандартна водотоннажність             | Повна водотоннажність             | Повна водотоннажність                  | Кошторис, £                       |
|                                   | проект                            | «Кінг Джордж V» (при введенні у стрій) | проект                            | «Кінг Джордж V» (при введенні у стрій) | Кошторис, £                       |
| --------------------------------- | --------------------------------- | -------------------------------------- | --------------------------------- | -------------------------------------- | --------------------------------- |
| Корпус                            | 13 500                            | 13 830                                 | 13 500                            | 13 830                                 | 2 578 034                         |
| Обладнання та запаси              | 1 150                             | 1 149                                  | 1465                              | 1619                                   | 315 785                           |
| (зокрема допоміжні)               |                                   |                                        | 411                               | 402                                    |                                   |
| Озброєння                         | 6 050                             | 6 567                                  | 6765                              | 7401                                   | 2 243 162                         |
| Бронювання                        | 12 500                            | 12 413                                 | 12500                             | 12413                                  | 1 140 000                         |
| Котельна вода                     |                                   |                                        | 300                               | 255                                    |                                   |
| Паливо                            |                                   |                                        | 3 700                             | 3 730                                  |                                   |
| Олія                              |                                   |                                        | 30                                | 30                                     |                                   |
| Авіаційне паливо                  |                                   |                                        | 30                                | 30                                     |                                   |
| ЗАГАЛОМ                           | 35 900                            | 36 727                                 | 40 993                            | 42 076                                 | 7 393 134                         |
| метричних тон                     | 36 474                            | 37 315                                 | 41 649                            | 42 749                                 |                                   |

## Енергетична установка
У виборі енергетичної установки для нових лінкорів британські моряки проявили здоровий консерватизм. Хоча у 1931 році на есмінця типу A були встановлені котли, які виробляли пар з тиском у 35 атмосфер і температурою в 400 °C, але під час експлуатації з ними часто виникали проблеми. Вважаючи, що найбільш важливою характеристикою суднових машин є їх надійність, Адміралтейство вибрало проєкт силової установки, що володіла досить помірними параметрами пари. Тиск у котлах становив 28,92 кгс/см² (28 атм.), а температура — 370 °C. Порівнюючи з лінійними кораблями інших країн, енергетична установка лінкорів типу «Кінг Джордж V» виглядала скромно, але разом з тим вона виявилася виключно надійною. До того ж, самі агрегати вдалося зробити відносно легкими. Уперше на лінкорах Королівського флоту був застосований блочно-ешелонний принцип компонування машинної установки. Чотири блоки механізмів, по одному на кожен вал, були повністю ізольовані один від одного. У кожен блок незалежно подавалися паливо, вода та масло. До того ж, котельні та турбінні відділення по бортах чергувалися в шаховому порядку. Передбачалося, що всі агрегати зможуть працювати незалежно і навіть при дуже сильних пошкодженнях будуть залишатися функціональними як мінімум два машинно-котельні відділення. Розраховували навіть, що пар можна буде подавати з одного відділення в інше. На практиці це вимагало часу і повного збереження комунікацій між блоками.
Пару виробляли 8 котлів «адміралтейського» типу. Пара з них подавався на турбіни з низькими оборотами, які були оснащені одноступінчастими редукторами. Освоїти виробництво ефективних двоступеневих редукторів британцям, на відміну від німців і американців, не вдалося. Турбіни, у свою чергу, обертали чотири гвинти, діаметром 4,42 м кожен. Хоча герметизації силових установок приділялося велике значення і теоретично турбіни могли працювати навіть повністю перебуваючи під водою, дистанційного керування ними не передбачалося, внаслідок чого при повному затопленні машинних відділень контроль над турбінами втрачався. Тим не менш, енергетична установка лінкорів типу «Кінг Джордж V» за рівнем надійності в цілому відповідала найкращим зразкам 1930-х років.
Набагато гірше були справи з дальністю плавання. У проєкті закладалася дальність 14 000 миль при швидкості 10 вузлів. Утім на практиці вона не досягала і половини цього значення. Конструктори під час проєктування виходили з того, що при швидкості 10 вузлів буде витрачатися 2,4 тонни пального на годину. При цьому вони зовсім не врахували витрати палива на загальнокорабельні потреби, що становили 4 тонни на годину під час руху і 1,7 тонни на стоянці. У результаті витрата палива на швидкості 10 вузлів становила 6,5 тонн на годину.
Цей недолік був особливо помітний під час операцій на Тихому океані, коли британським лінкорам інколи доводилося приймати паливо з американських фрегатів. Під час експлуатації кораблів були зроблені певні зусилля для збільшення запасу палива, зокрема, стали використовуватися для його зберігання відсіки подвійного дна. Тим не менш, показники «британців» залишалися скромними, наприклад, після всіх переробок «Енсон» міг пройти 6100 миль при швидкості 10 вузлів і лише 2600 миль при 27 вузлах. Інші лінкори серії не могли дотягнути навіть до цих показників.
Електроенергію для корабельних потреб виробляли 6 турбогенераторів, які отримували пару від головної енергетичної установки. Потужність кожного генератора становила 330 кВт. Для екстрених ситуацій призначалися два аварійні дизель-генератори такої ж потужності. При цьому їх запуск вимагав часу, а сумарна потужність втричі поступалася основним генераторам і не дозволяла забезпечити корабельні потреби в належній мірі. Зокрема, не вистачало енергії для універсальної артилерії. Під час роботи резервної системи виникали перевантаження, які призводили до її виключення. Електроенергія на лінкорі подавалася по двох кільцевих магістралях, але їх перемикання при відмові в екстрених ситуаціях було досить складною справою.

## Бронезахист
Бронювання лінкорів типу «Кінг Джордж V» стало подальшим розвитком американської системи бронювання кораблів «усе або нічого», уперше застосованої в Королівському флоті під час будівництва лінкорів типу «Нельсон». Утім бронювання лінкорів «Кінг Джордж V» мало дуже суттєві відмінності. Розробники відмовилися від внутрішнього похилого розташування броньованого поясу, застосованого на «Нельсонах». По-перше, їх хвилювало те, що зовнішня обшивка могла бути пошкоджена навіть вогнем есмінців. По-друге, проведені в 1930-х роках дослідження показали, що при певних умовах снаряд може пройти всередину корабля без зустрічі з похилим броньованим поясом і розірватися в артилерійських погребах або машинному відділенні.
На лінкорах «Кінг Джордж V» броньований пояс розміщувався ззовні обшивки. Його довжина становила 126,5 метрів і він повністю закривав артилерійські погреби та машинну установку, особливо з урахуванням того, що за цитаделлю були понижені ділянки поясу, які захищали артилерійські погреби від попадань на гострих курсових кутах. Висота поясу становила 7,16 метра, при нормальній водотоннажності, пояс ішов під воду на 3,66 метра.
На відміну від багатьох лінкорів того часу, де застосовувалося вертикальне розташування цільних плит, «Кінг Джордж V» мав пояс, складений з трьох рядів плит, але скріплених дуже жорстко, за допомогою шипів і пазів. При цьому, «Кінг Джордж V» мав найвищий броньовий пояс серед усіх тогочасних лінкорів. Британська броня відрізнялася високою якістю і перевершувала сучасну їй німецьку по опірності на 15-20 %. Пояс міг захистити артилерійські погреби від влучання снарядів калібру 381 мм з відстані від 12300 м, а енергетичну установку — з відстані від 14300 м. Його товщина коливалася від 381 мм в районі погребів до 356 мм в районі машинних відділень. Плити нижнього ряду клиноподібно тоншали до 140 і 114 мм відповідно. Пояс замикався траверзами, товщина яких варіювалася від 254 до 305 мм над броньованою палубою і до 51 мм під нею. Міцною бронею було прикрито 70 % довжини корабля, що перевершувало показники будь-яких тогочасних лінкорів, окрім німецьких.
Головна броньована палуба накладалася на верхній край броньованого поясу і закривала весь простір цитаделі, маючи товщину від 127 мм над машинним відділенням до 152 мм над артилерійськими погребами. Палуба повинна була витримувати влучання 381-мм снарядів на дистанціях 27—31 км відповідно і 454-кг бронебійних бомб, скинутих з висот 3200—4500 м. За межами цитаделі, на рівні з'єднання середнього і нижнього ряду броньованих плит поясу, розташовувалась нижня броньована палуба. Вона мала товщину від 64 до 127 мм в носі, і 114 мм — в кормі.
При захисті артилерії головного калібру британці повернулися до розташування броньованих плит на артилерійських баштах без раціональних кутів нахилу, вважаючи, що в бою на великих дистанціях похила броня не дає переваг, але при цьому набагато складніша у виготовленні. Вертикальна лобова плита башт мала товщину 324 мм, бічні плити — 174—224 мм, а задня плита — 174 мм. Дах захищала плита товщиною 149 мм. Бронювання баштових барбетів було диференційованим і коливалося від 280 мм на тильних ділянках, до 343 мм на найбільш загрозливих, бічних. Захист універсальної артилерії лінкорів типу «Кінг Джордж V» виявився вкрай слабким — усього 25 мм. Він не давав ніякого ефективного захисту і міг бути легко пробитий осколками великокаліберних снарядів. Утім, подібна ситуація була характерна для більшості лінкорів побудованих у 1930-40-х роках.
Сумнівним нововведенням стала відмова від добре захищеної бойової рубки. Ґрунтуючись на досвіді Ютландської битви, британці прийшли до висновку, що вона являє собою дуже маленьку ціль, і немає сенсу витрачати на неї багато броні. Також у британському флоті вважали, що при попаданні в рубку прилади керування все одно вийдуть з ладу, навіть без пробиття броні. Через це броня рубка мала всього 76—114 мм вертикальної броні та 51 мм горизонтальної. Такий захист був малоефективний навіть при потраплянні великих осколків.

## Підводний захист
Розробка підводного захисту (ПТЗ) лінкорів типу «Кінг Джордж V» велася на основі результатів випробувань за програмою Job-74, що завершилася в 1936 році. Пізніше з'ясувалося, що випробування були неповними та враховували лише вплив підводних вибухів на конкретний відсік, а не на всю конструкцію в цілому.
ПТЗ лінкорів розраховувався на протистояння контактним і неконтактним підводним вибухам еквівалентним по потужності 454 кг тротилу. Він був побудований за принципом «сендвіча». Зовнішній шар відсіків, розділених поздовжніми перегородками, повинен був залишатися порожнім і розсіювати силу вибуху. Середній шар заповнювався рідиною і мав розподіляти силу ударної хвилі на більшу площу. Нарешті, третій шар залишався порожнім і повинен був запобігати гідравлічному удару по броньованій перемичці.
Загальна глибина ПТЗ була зовсім недостатньою для корабля такого класу і коливалася від 4,11 м на міделі, до 4 м в районі носових башт головного калібру і всього 3 м в районі кормової башти. У той час лінкори інших країн мали значно кращий підводний захист: «Рішельє» — 7 м на міделі, «Південна Дакота» — 5,45 м, «Бісмарк» — 5,5 м, «Літторіо» — 7,22 м, «Ямато» — 7,15 м. Навіть французький важкий крейсер «Альжері», який мав утричі меншу водотоннажність отримав ПТЗ глибиною 5 метрів.
До слабких місць підводного захисту також можна віднести невдале сполучення з бортом і броньованою палубою. Вище ПТЗ перебувала лише тонка перегородка зі звичайної кораблебудівної сталі, яка легко руйнувалася під час вибуху. У той час приміщення, що знаходилися вище не були ізольовані, тому вода могла вільно розтікалася по відсіках. Ще однією помилкою було використання при виготовленні ПТЗ заклепувальних з'єднань, які досить легко вибивалися вибуховою хвилею. В цілому підводний захист лінкорів типу «Кінг Джордж V» був незадовільний і не міг ефективно захистити корабель навіть від влучання однієї торпеди.

## Озброєння

### Артилерія головного калібру
Вибір артилерії головного калібру пояснювався не тільки політичними, але і технічними причинами. Після Першої світової війни, розробка і виробництво важкої корабельної артилерії в Британії занепало, тому для швидкої розробки нових гармат британцям не вистачало ресурсів. 406-мм гармати лінкорів типу «Нельсон» хоч і були досить потужними, але їх конструкція вважалася безперспективною.
Установлені на лінкорах типу «Кінг Джордж V» гармати MkVII мала приблизно такі ж характеристики як і MkI, що активно використовувалася британським флотом під час Першої світової. Утім нова гармата мала не дротяну, а скріплену конструкцію, що дозволило зробити її ствол більш міцним та легшим. Живучість ствола становила 340 пострілів повним зарядом, що було значно більше, ніж у попередніх гармат.
Заряджання MkVII відбувалося при фіксованому куті піднесення, що на перший погляд було кроком назад, але, на думку британських конструкторів, цілком компенсувалося спрощеним механізмом заряджання. Разом з тим, подача боєприпасів викликала певні труднощі, оскільки для кращого захисту зарядних погребів, їх розмістили нижче снарядних. Фактична скорострільність становила 1,5 постріли на хвилину, що не перевищувало показників старших, але більш потужних 381-мм гармат.
Зброя головного калібру розміщувалися в трьох баштах — двох чотирьохгарматних і одній двохгарматній. Парне розміщення гармат було викликане невдалим досвідом експлуатації трьохгарматних башт на лінкорах типу «Нельсон». Самі башти були дуже важкими — чотирьохгарматна важила 1582 тонни, двохгарматна 915 тонн, без урахування ваги гармат. Вони мали невисоку надійність, що призводило до пропусків у стрільбі під час боїв. Через відмову піднести корпус, передня башта при плаванні на високій швидкості заливалася водою і персоналу перевантажувального відділення доводилося працювати по коліна у воді. Утім кут піднесення гармат становив 40 °, що забезпечувало відмінну дальність стрільби.
Недостатньо велика вага 356-мм снаряда частково компенсувався його конструктивною досконалістю. У міжвоєнний період британці значно удосконалили свої боєприпаси та добилися досить високого рівня їх ефективності. 356-мм снаряд мав високу бронепробиваємість і надійний детонатор, що дозволяло виводити з ладу добре броньовані німецькі лінкори. Британські моряки повністю довіряли своїм снарядам і майже протягом усієї війни боєкомплект головних гармат лінкорів складався лише з бронебійних снарядів. Тільки під час операцій на Тихому океані у кінці війни, лінкори стали брати на борт невелику кількість фугасних снарядів для обстрілу берегових цілей.
| Відстань пробивання німецької броні Wotan 356-мм гарматами MkVII |      |      |       |       |       |       |       |       |
| Відстань                                                         | 0 км | 5 км | 10 км | 15 км | 20 км | 25 км | 30 км | 35 км |
| Бортова броня, мм                                                | 749  | 633  | 531   | 446   | 379   | 331   | 274   | 181   |
| Палубна броня, мм                                                | -    | 22   | 42    | 65    | 86    | 115   | 176   | 381   |

Артилерія лінкорів типу «Кінг Джордж V» була в цілому досить ефективною. Відмови гармат траплялися і на інших лінкорах, зате точність і живучість британських Mk VII відповідала найвищим стандартам. Основною проблемою був недостатній калібр — лише «Дюнкерк» і «Шарнхорст», побудовані в умовах дуже жорстких політичних і фінансових обмежень, поступалися британським лінкорам за цим показником.
| Порівняльні характеристики артилерії головного калібру лінкорів побудованих у 1930-40-х роках |                 |                 |             |             |             |                  |         |           |           |         |
| Характеристики                                                                                | «Кінг Джордж V» | «Венгард»       | «Шарнхорст» | «Бісмарк»   | «Літторіо»  | «Норт Керолайна» | «Айова» | «Дюнкерк» | «Рішелье» | «Ямато» |
| Держава                                                                                       | Велика Британія | Велика Британія | Третій Рейх | Третій Рейх | Італія      | США              | США     | Франція   | Франція   | Японія  |
| Тип гармати                                                                                   | Mk VII          | Mk I/N          | 28cmSKC/34  | 38cmSKC/34  | Ansaldo1934 | Mk6              | Mk7     | M1931     | M1935     | Type 94 |
| Калібр, мм                                                                                    | 356             | 381             | 283         | 380         | 381         | 406              | 406     | 330       | 380       | 460     |
| Маса гармати, кг                                                                              | 80 256          | 101 605         | 53 250      | 111 000     | 111 664     | 100 363          | 121 519 | 70 535    | 94 130    | 165 000 |
| Маса бронебійного снаряду, кг                                                                 | 721             | 879             | 330         | 800         | 885         | 1225             | 1225    | 560       | 884       | 1460    |
| Маса ВБ у снаряді, кг                                                                         | ?               | 22              | 7,84        | 18,8        | ?           | 18,36            | 18,36   | ?         | 21,9      | 33,85   |
| Початкова швидкість снаряду, м/с                                                              | 757             | 749             | 890         | 820         | 850 (870)   | 701              | 762     | 870       | 830       | 780     |
| Максимальна дальність стрільби, м                                                             | 35 260          | 30 500          | 42 747      | 36 520      | 42 263      | 33 741           | 38 720  | 41 700    | 41 700    | 42 030  |

Система керування вогнем гармат головного калібру лінкорів «Кінг Джордж V» вважалася досить досконалою для 1930-х років. Вона включала в себе два командно-далекомірних пости (КДП), оснащених оптичними далекомірами. Перші два кораблі серії мали 15-футові далекоміри (база 4.57 м), на наступних, в передньому КДП встановлювали 20-футовий далекомір (6,07 м). Для визначення відстані використовувалися баштові далекоміри — 12,5-метрові в чотирьохгарматних і 9-метровий у двохгарматній. Отримані дані оброблялися електромеханічними калькуляторами. Ця система дозволяла добиватися при хороших погодних умовах 5—7 % влучень на відстані 6—8 миль. Надалі, важливу роль під час керування вогнем стала грати радіолокація, але до самого кінця війни британські моряки надавали перевагу оптичним засобам спостереження.

### Універсальна артилерія

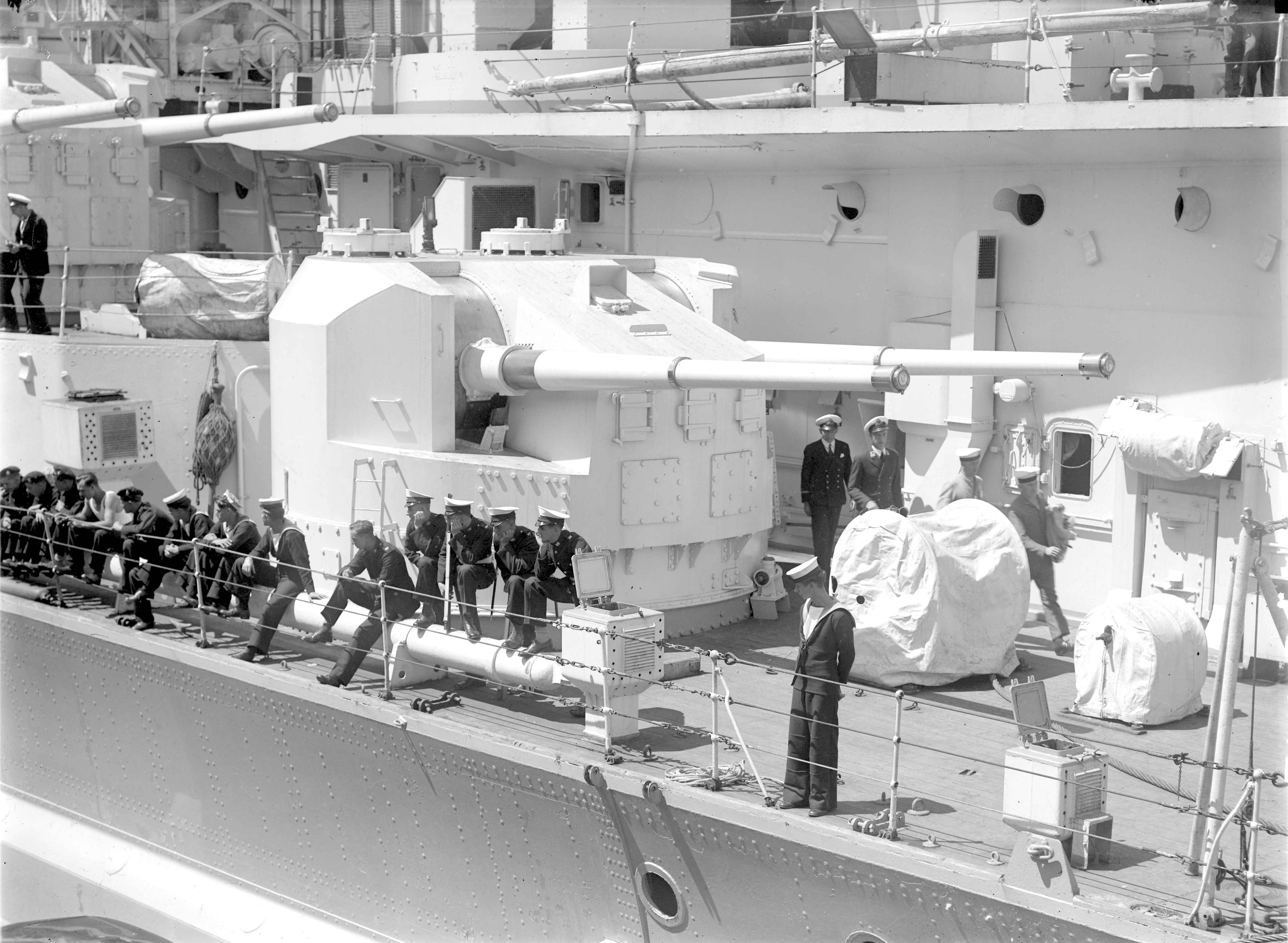
133-мм універсальні гармати Mark I на лінкорі «Кінг Джордж V»

При виборі допоміжного калібру нових лінкорів було прийнято правильне рішення про встановлення універсальних гармат. 152-мм гармати визнавалися занадто важкими і мали занадто низьку скорострільність проти повітряних цілей, 114-мм — занадто слабкими проти легких кораблів. Тому вибір припав на проміжний калібр 133-мм (5,25 дюйма), причому ці гармати ще знаходилися в розробці. Передбачалося досягти скорострільності 12 пострілів за хвилину, але вже при проектуванні вказувалося значення 10 постр./хв, практична ж скорострільність не перевищувала 7—8 постр./хв. Причиною зниження скорострільності було ручне роздільне заряджання — навіть за наявності ряду напівавтоматичних операцій, ручне заряджання зводило їх перевагу нанівець і в остаточних специфікаціях вказувався цикл стрільби 6 с (10 постр./хв), але при вазі снаряда 36,5 кг він з часом неминуче падав. За досвідом війни їх скорострільність виявилася лише на рівні 152-мм гармат.
Шістнадцять 133-мм гармат розташовувалися у вісьмох двогарматних баштах, розбитих на чотири групи. По дві пари башт розташовувалися лінійно-піднесено з боків носової та кормової надбудов. Кожна група забезпечувалася боєприпасами з окремого погребу. Подача з погребів здійснювалася у вигляді норій — нескінченних стрічок, із різними лініями подачі для зенітних, протикорабельних снарядів і зарядів. Боєприпаси подавалися до підбаштових відділень і далі в башту до зарядних лотків. Подача через люки у підлозі наразі здійснювалася вручну. Піднесені башти мали ще одне проміжне перевантажувальне відділення, де снаряди з горизонтального приводили у вертикальне положення і подавали далі в підбаштове відділення. Система була складною, але забезпечувала гарний захист від поширення полум'я. Кожна башта мала власний електромотор для приводу гідравлічного насоса, що забезпечував тиск у гідроприводах обертання башт, підйому та зниження гармат, заряджання та подачі боєзапасу. Гармати у башті піднімалися роздільно. Кути зниження та підйому порівняно з зенітними гарматами були досить невеликими і становили від -5° до +70°.
Розташування гармат вважалося вдалим. Встановлені у два яруси башти могли концентрувати вогонь у будь-якому напрямку. Ефективність стрільби артилерії по надводних кораблях визнавалася достатньою. Дальності стрільби цілком вистачало для бою із будь-якими легкими кораблями. Хоча практично лінкорам класу «Кінг Джордж V» довелося застосовувати середній калібр лише по німецьких лінкорах, досвід застосування подібних установок на крейсерах ППО на середніх дистанціях був позитивним.
Придатність гармат проти повітряних цілей натомість виявилася сумнівною. Велика досяжність за висотою (15 км) при куті піднесення 70° начебто дозволяла вести ефективний вогонь по висотних цілях, проте він був неефективним. На початку війни британський флот використовував лише дистанційний підривник - залежно від дальності встановлювалося уповільнення підриву снаряда. Уповільнення розраховувалося автоматичним приладом, що стояв поряд із гарматою. Але дальність виставляв окремий член розрахунку - установник боєприпасів. І він завжди запізнювався з виставленням дистанції на один залп. Тому 133-мм гармати виявилися малоефективними проти низькошвидкісних цілей типу торпедоносців. За досвідом гармати могли встигнути зробити кілька точних за напрямком пострілів до скидання противником торпед, але без коректної установки дистанції. Цей факт підтвердився в бою «Прінс оф Велс» з японською авіацією. Та ж проблема була і зі стрільбою по висотних цілях. Багато літаків, що атакували «Прінс оф Велс» з висоти, отримали враження уламками, але через некоректне виставлення дистанції вони були незначними — тільки один літак не зміг повернутися на свій аеродром. Становище з виставленням дистанції було покращено з появою у другій половині війни снарядів із радіолокаційним підривником. Підрив снаряда здійснювався на заданій дистанції від цілі, що визначалася за допомогою відбитого радіосигналу від артилерійської РЛС. Британія не змогла самостійно розробити радіопідривник і використовувала американські. Незважаючи на високу вартість, вони значно збільшували ефективність зенітного вогню, тому до кінця війни біля половини фугасних снарядів біли оснащені ними. На той час зросла швидкість літаків і через порівняно низькe скорострільностm і малу швидкість повороту та підйому гармат 10...11° на секунду ефективність зенітного вогню залишалася низькою.
Управління вогнем здійснювалося із чотирьох КДП, розташованих квадратом. На перших двох лінкорах було встановлено системи управління вогнем HACS MkIV, стабілізовані у двох площинах, на інших розмістили більш ефективні HACS MkV, які мали більш просторі приміщення з можливістю встановлення радіолокаційного обладнання. Під час модернізації 1944-1945 років «Енсон» отримав досконаліший КДП HACS MkVI, але випробувати його в бою не встиг. Проте швидкість обробки даних залишалася недостатньою і загалом британські системи управління зенітним вогнем помітно поступалися американській Mk37.

### Легка зенітна артилерія
Основою ближньої протиповітряної оборони британських кораблів була 40-мм автоматична гармата, яка за характерний звук при стрільбі дістала назву «Пом-пом». Конструктивно «Пом-пом», розроблений компанією «Віккерс» ще в роки Першої світової війни, був масштабно збільшеним кулеметом «Максим». Однак, передова на момент створення конструкція, до кінця 1930-х років встигла застаріти і незважаючи на проведену модернізацію, поступалася сучасним аналогам.
Початкова швидкість 40-мм снаряда була занадто низькою для ураження нових літаків. Фактично, прицільний вогонь по них можна було вести на дистанції менше 2-х кілометрів. Для ураження цілі цими снарядами, що не мали дистанційного підривника, було потрібне пряме влучання у літак. Ще один серйозний недолік установки — ненадійність стрільби. Подача патронів здійснювалась у матер'яній стрічці, що часто призводило до заїдання і як наслідок перерв під час ведення вогню. Восьмиствольна 40-мм установка масою 16 тонн могла діяти тільки від механічного приводу, а швидкості наведення не вистачало для ведення ефективної стрільби по пікіруючим бомбардувальникам.
При проєктуванні лінкорів розробники планували розмістити на них чотири восьмиствольних «Пом-пома» та чотири четверні установки із зенітними кулеметами Vickers .50 калібру 12,7 мм. Утім під час будівництва кораблів, від кулеметів відмовилися, а замість них установили ще два восьмиствольних «Пом-пома». 48 гармат легкої зенітної артилерії здавалися проєктувальникам ефективним захистом від атак з повітря, але вже перші бої виявили серйозні недоліки у протиповітряній обороні лінкорів.
Британці спробували вирішити проблему шляхом використання некерованих зенітних ракет UP. Вони мали вертикальний старт і після запуску випускали спеціальну повітряну міну на тросі, в якому повинен був заплутатися ворожий літак. Ряд таких коробчастих установок для запуску ракет були розміщений на лінкорах Королівського флоту, включаючи «Кінг Джордж V» і «Принц Уельський». Утім ефективність нової зброї виявилася нульовою, але, ймовірно, саме потрапляння ворожого снаряда в таку установку призвело до сильного пожежі на лінійному крейсері «Худ» під час бою Данській протоці 24 травня 1941 року. Після цього випадку всі установки ракет UP були зняті з кораблів.
Надалі британський флот посилював ППО лінкорів шляхом установки на них ліцензійних версій зенітних автоматичних гармат іноземної розробки — швейцарських 20-мм «Ерлікон» і шведських 40-мм «Бофорс». «Ерлікони» та одноствольні варіанти «Бофорса» не вимагали силового приводу і могли встановлюватися у будь-якому зручному місці корабля. «Бофорс» удвічі перевершував «Пом-пом» по ефективної дальності стрільби, а «Ерлікон» при близько такій же стелі, мав учетверо більшу скорострільність. Нові зенітні гармати встановлювалися на кораблях під час ремонтних робіт. Утім, «Ерлікони» з ручним наведенням, що розглядалися як останній рубіж оборони корабля, при повному відключенні енергії мали дуже скромні можливості, тому що і вибір цілі і наведення у такому випадку повністю здійснював стрілець, який майже не був захищений від вогню літаків.
| Тактико-технічні характеристики артилерії лінійних кораблів типу «Кінг Джордж V» |        |        |                |             |               |
| Характеристики                                                                   | MkVII  | MkI    | Pom-pom MkVIII | Bofors MkII | Oerlikon MkII |
| Калібр, мм                                                                       | 356    | 133    | 40             | 40          | 20            |
| Маса гармати, кг                                                                 | 80 256 | 4362   | 272            | 279         | 68            |
| Довжина ствола, калібрів                                                         | 45     | 50     | 40,5           | 56          | 65            |
| Вага снаряду, кг                                                                 | 721    | 36,5   | 0,907          | 0,907       | 0,122         |
| Початкова швидкість снаряду, м/с                                                 | 757    | 792    | 731,5          | 829         | 830,5         |
| Швидкість стрільби, п/хв                                                         | 2      | 7-8    | 90             | 120         | 450           |
| Дальність стрільби, м                                                            | 35 260 | 21 400 | 6220           | 11 430      | 5715          |
| Ефективна дальність стрільби, м                                                  | —      | —      | 1555           | 2286        | 915           |

### Авіаційне озброєння

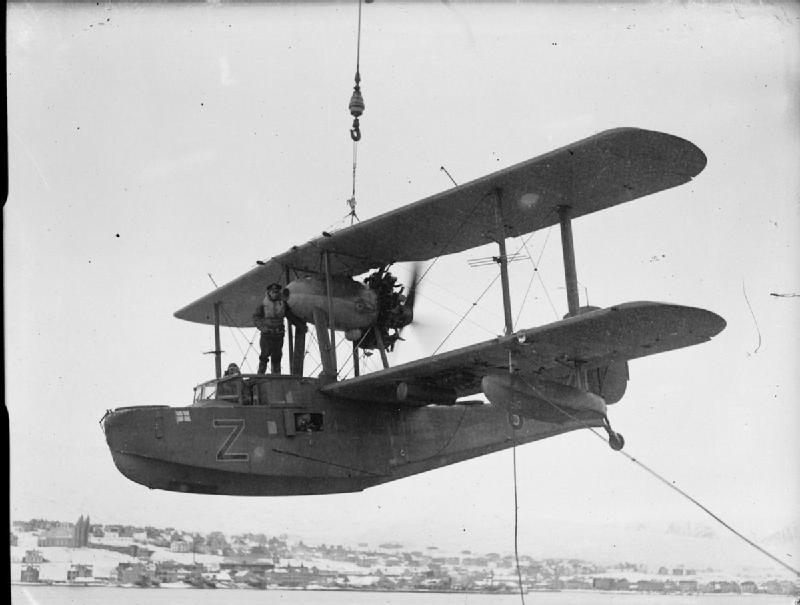
Підйом гідролітака «Валрус» на лінкор «Кінг Джордж V»

Відповідно до уявлень 1930-х років, лінкори класу «Кінг Джордж V» мали нести катапульти та гідроавіацію. На корабельні літаки покладалися завдання розвідки та коригування артилерійського вогню. Під час проектування розглядалася пропозиція, що авіацією флот мали забезпечувати авіаносці. Оскільки авіаційне обладнання на лінкорах займає дуже багато місця, яке можна використовувати для інших цілей. Замість ангара та катапульт можна було встановити ще чотири башти універсальних 133-мм гармат. Тактико-технічні характеристики гідролітаків були низькими, а самі лінкори наражалися на непотрібну небезпеку, зупиняючись для підбору гідропланів з води. Але перемогла думка, що авіаносця у вирішальний момент може не виявитися поруч із лінкорами, а з використанням літака дальність огляду і точність стрільби на великих дистанціях помітно підвищується. У кінцевому рахунку ця думка узяла гору. Лінкори типу «Кінг Джордж V» мали оснащуватися катапультою і чотирма гідролітаками. З них дві машини мали зберігатися в ангарі і ще дві — безпосередньо на катапульті. За фактом зберігання на катапультах не використовували і більше двох літаків кораблі ніколи не несли.
Лінкори були оснащені нерухомою поперечною катапультою D-IIIH, що займала мало місця і була здатна розігнати до злітної швидкості літак масою до 5,5 тон. У якості бортового літака використовувався розвідник-коригувальник «Валрус». З розвитком радіолокації та появою достатньої кількості базових розвідників у літаках на лінійних кораблях відпала. Впродовж чергових ремонтів у 1943-1945 роках авіаційне обладнання було демонтовано з усіх лінкорів. Звільнене місце використовували для розміщення шлюпок та рятувальних плотів, що, у свою чергу, збільшило простір для встановлення нових зенітних автоматів на кормовій надбудові. Ангар використали для кінотеатру та додаткових помешкань.

## Радіоелектронне обладнання
| РЛС Великобританії, що використовувалися на лінкорах класу «Кінг Джордж V» | РЛС Великобританії, що використовувалися на лінкорах класу «Кінг Джордж V» | РЛС Великобританії, що використовувалися на лінкорах класу «Кінг Джордж V» | РЛС Великобританії, що використовувалися на лінкорах класу «Кінг Джордж V» | РЛС Великобританії, що використовувалися на лінкорах класу «Кінг Джордж V»                                          |
| Станція                                                                    | Довжина хвилі                                                              | Потужність сигналу, кВт                                                    | Дальність виявлення, миль                                                  | Призначення |
| -------------------------------------------------------------------------- | -------------------------------------------------------------------------- | -------------------------------------------------------------------------- | -------------------------------------------------------------------------- | --- |
| Type 262                                                                   | 3 см                                                                       |                                                                            | до 4,5                                                                     | Артилерійський радар МЗА, встановлювався безпосередньо на КДП «пом-помів». Прийнятий на озброєння наприкінці війни. |
| Type 271                                                                   | 10 см                                                                      | 5—90                                                                       | 10—25                                                                      | РЛС виявлення надводних цілей                                                                                       |
| Type 273                                                                   | 10 см                                                                      | 5—90                                                                       | 10—25                                                                      | РЛС виявлення надводних цілей                                                                                       |
| Type 274                                                                   | 10 см                                                                      | до 400                                                                     | 10—36                                                                      | Артилерійський радар ГК. Прийнятий на озброєння наприкінці війни                                                    |
| Type 277                                                                   | 10 см                                                                      | 500                                                                        | 25—35                                                                      | Комбінована РЛС виявлення надводних та повітряних цілей с вимірником висоти                                         |
| Type 279                                                                   | 7 м                                                                        | 70                                                                         | 100                                                                        | РЛС виявлення повітряних цілей                                                                                      |
| Type 293                                                                   | 10 см                                                                      | 500                                                                        | 12,5                                                                       | Комбінована РЛС супроводу надводних та повітряних цілей                                                             |
| Type 281                                                                   | 3,5—4 м                                                                    | 350                                                                        | 120                                                                        | РЛС виявлення повітряних цілей                                                                                      |
| Type 240                                                                   |                                                                            |                                                                            |                                                                            | Система розпізнавання «свій-чужий». Антена ставилися поверх антени РЛС Type 281 або Type 279                        |
| Type 243                                                                   |                                                                            |                                                                            |                                                                            | Система розпізнавання «свій-чужий». Антена ставилися поверх антени РЛС Type 281 або Type 279                        |
| Type 282                                                                   | 50 см                                                                      | 25                                                                         | 3,5                                                                        | Артилерійський радар МЗА, встановлювався безпосередньо на КДП «пом-помів»                                           |
| Type 284                                                                   | 50 см                                                                      | 25                                                                         | 10                                                                         | Артилерійський радар                                                                                                |
| Type 285                                                                   | 50 см                                                                      | 25                                                                         | 8,5                                                                        | Артилерійський радар зенітної артилерії дальньої дії, встановлювався на КДП 133-мм гармат                           |
| Type 651                                                                   |                                                                            |                                                                            |                                                                            | Система перешкод радіокерованій зброї                                                                               |

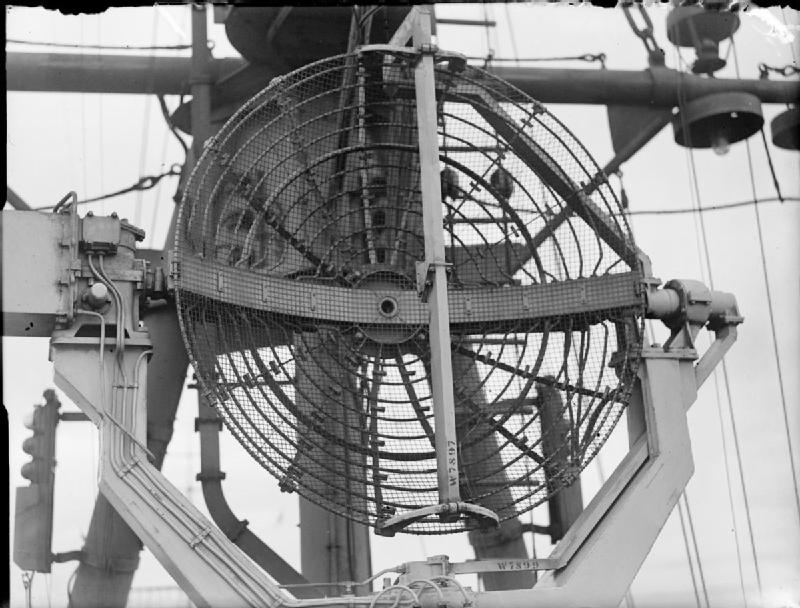
Радіолокатор Type 277

Перші радари з'явилися на початку Другої Світової війни та стрімко розвивалися під час бойових дій. У британському флоті першим у 1938 році був створений радар освітлення повітряної обстановки Type 79Y 7-метрового діапазону, здатний виявляти літаки на дальності до 50 миль. Подальшим розвитком стала його модифікація 1939 року Type 79Z, що мала збільшену потужність сигналу та дальність. У 1940 році їм на зміну була розроблена радіолокаційна станція (РЛС) Type 279. Подальші зусилля були спрямовані на створення радара освітлення надводної обстановки. Наприкінці 1940 року була випробувана РЛС Type 281, що мала довжину хвилі 5 м. Її можливості виявлення надводних цілей були дуже скромними - дальність виявлення склала 11—12 миль. Але вона була значно кращою за пошуком повітряних цілей — дальність складала до 120 миль і тому стала основною РЛС освітлення повітряної обстановки. Лінкори типу «Кінг Джордж» отримували її під час вступу у стрій.
Паралельно йшла розробка РЛС управління артилерійським вогнем дециметрового діапазону. Першим у середині 1940 року був випробуваний радар Type 284 для управління вогнем головного калібру з довжиною хвилі 50 см. Але він був важким і не підходив для управління зенітним вогнем. Була створена РЛС Type 285 з п'ятьма або шістьма спрямованими хвильовими каналами (антенами Ягі). Вона встановлювалася на постах керування вогнем далекої зенітної артилерії. 
Спрощений варіант радара Type 285 - тільки з двома антенами, отримав позначення Type 282 і застосовувався для управління вогнем малої зенітної артилерії, встановлюючись насамперед на КДП «пом-помів». Першим чотири РЛС цього типу отримав «Прінс оф Велс» на початку 1941. Для потреб навігації на березень 1941 року для есмінців і корветів був створений 10-см радар Type 271. Він дозволяв виявити підводний човен на дальності до 5 км і під перископом на дальності близько 2,8 км. Його потужніші версії Type 272 та Type 273 застосовувалися на крейсерах та лінкорах. Виробництво РЛС не встигало за потребою флоту, тому як тимчасовий захід на лінкорах ставилися радари Type 271, з подальшою заміною на Type 273. Тому «Прінс оф Велс» у свій останній бій йшов з радаром Type 271 замість Type 273.
1943 року для зниження ймовірності дружнього вогню радари Type 281 були системами розпізнавання «свій-чужий» Type 240 чи Type 243, а радари Type 273 — системами Type 242 чи Type 252. Антени системи розпізнавання ставилися зверху антени РЛС. На артилерійські радари вони не встановлювалися — вважалося що перед відкриттям вогню буде завчасно визначено, що під прицілом знаходиться саме противник. Ближче до кінця війни британці почали оснащувати лінкори ще більш досконалими пошуковими станціями Type 277 і Type 293. Обидві станції працювали в дециметровому діапазоні і завдяки цьому могли виявляти і надводні, і повітряні цілі. Ще однією найважливішою перевагою цих станцій стала можливість визначати висоту польоту цілей.
Крім того, протягом 1941—1945 років на кораблях серії було встановлено широку гаму радіопеленгаторів різних типів і детекторів радіолокаційного випромінювання РЛС супротивника. У 1943 році в Німеччині були прийняті плануючі бомби на радіокеруванні Hs 293 та FX-1400. Для протидії їм було встановлено станції постановки радіоперешкод Type 650, що розроблялися на базі сухопутної станції. Наприкінці війни її замінила вдосконалена станція постановки перешкод Type 651.
| Зміни складу радіотехнічних засобів лінкорів класу «Кінг Джордж V» | Зміни складу радіотехнічних засобів лінкорів класу «Кінг Джордж V» | Зміни складу радіотехнічних засобів лінкорів класу «Кінг Джордж V» | Зміни складу радіотехнічних засобів лінкорів класу «Кінг Джордж V» | Зміни складу радіотехнічних засобів лінкорів класу «Кінг Джордж V» | Зміни складу радіотехнічних засобів лінкорів класу «Кінг Джордж V» | Зміни складу радіотехнічних засобів лінкорів класу «Кінг Джордж V» | Зміни складу радіотехнічних засобів лінкорів класу «Кінг Джордж V» | Зміни складу радіотехнічних засобів лінкорів класу «Кінг Джордж V» | Зміни складу радіотехнічних засобів лінкорів класу «Кінг Джордж V» | Зміни складу радіотехнічних засобів лінкорів класу «Кінг Джордж V» | Зміни складу радіотехнічних засобів лінкорів класу «Кінг Джордж V» | Зміни складу радіотехнічних засобів лінкорів класу «Кінг Джордж V» | Зміни складу радіотехнічних засобів лінкорів класу «Кінг Джордж V» | Зміни складу радіотехнічних засобів лінкорів класу «Кінг Джордж V» | Зміни складу радіотехнічних засобів лінкорів класу «Кінг Джордж V» | Зміни складу радіотехнічних засобів лінкорів класу «Кінг Джордж V» | Зміни складу радіотехнічних засобів лінкорів класу «Кінг Джордж V» | Зміни складу радіотехнічних засобів лінкорів класу «Кінг Джордж V» | Зміни складу радіотехнічних засобів лінкорів класу «Кінг Джордж V» |
| Корабль                                                            | Період                                                             | РЛС виявлення, за типами                                           | РЛС виявлення, за типами                                           | РЛС виявлення, за типами                                           | РЛС виявлення, за типами                                           | РЛС виявлення, за типами                                           | РЛС виявлення, за типами                                           | РЛС виявлення, за типами                                           | РЛС виявлення, за типами                                           | артилерійські                                                      | артилерійські                                                      | артилерійські                                                      | артилерійські                                                      | артилерійські                                                      | артилерійські                                                      | Глу- шилка                                                         | Радіопеленгатори                                                   | Радіопеленгатори                                                   | Радіопеленгатори                                                   |
| Корабль                                                            | Період                                                             | надводні                                                           | надводні                                                           | комбіновані                                                        | комбіновані                                                        | повітярні                                                          | повітярні                                                          | повітярні                                                          | повітярні                                                          | ГК                                                                 | ГК                                                                 | 133-мм                                                             | 133-мм                                                             | ЗА                                                                 | ЗА                                                                 | Глу- шилка                                                         | високі частоти                                                     | високі частоти                                                     | середні частоти                                                    |
| Корабль                                                            | Період                                                             | Type 271                                                           | Type 273                                                           | Type 277                                                           | Type 293                                                           | Type 279                                                           | Type 279В                                                          | Type 281                                                           | Type 281B                                                          | Type 284                                                           | Type 274                                                           | Type 285                                                           | Type 275                                                           | Type 282                                                           | Type 262                                                           | Type 651                                                           | FC2                                                                | RH2                                                                | FM2                                                                |
| ------------------------------------------------------------------ | ------------------------------------------------------------------ | ------------------------------------------------------------------ | ------------------------------------------------------------------ | ------------------------------------------------------------------ | ------------------------------------------------------------------ | ------------------------------------------------------------------ | ------------------------------------------------------------------ | ------------------------------------------------------------------ | ------------------------------------------------------------------ | ------------------------------------------------------------------ | ------------------------------------------------------------------ | ------------------------------------------------------------------ | ------------------------------------------------------------------ | ------------------------------------------------------------------ | ------------------------------------------------------------------ | ------------------------------------------------------------------ | ------------------------------------------------------------------ | ------------------------------------------------------------------ | ------------------------------------------------------------------ |
| «Кінг Джордж»                                                      | на час вступу в стрій, грудень 1940                                |                                                                    |                                                                    |                                                                    |                                                                    | 1                                                                  |                                                                    |                                                                    |                                                                    | 1                                                                  |                                                                    |                                                                    |                                                                    |                                                                    |                                                                    |                                                                    | 1                                                                  |                                                                    |                                                                    |
| «Кінг Джордж»                                                      | початок 1941                                                       | 1                                                                  |                                                                    |                                                                    |                                                                    | 1                                                                  |                                                                    |                                                                    |                                                                    | 1                                                                  |                                                                    |                                                                    |                                                                    |                                                                    |                                                                    |                                                                    | 1                                                                  |                                                                    |                                                                    |
| «Кінг Джордж»                                                      | кінець 1941                                                        | —                                                                  | 1                                                                  |                                                                    |                                                                    | 1                                                                  |                                                                    |                                                                    |                                                                    | 1                                                                  |                                                                    |                                                                    |                                                                    | 5                                                                  |                                                                    |                                                                    | 1                                                                  |                                                                    |                                                                    |
| «Кінг Джордж»                                                      | середина 1942                                                      | —                                                                  | 1                                                                  |                                                                    |                                                                    | 1                                                                  |                                                                    |                                                                    |                                                                    | 1                                                                  |                                                                    | 4                                                                  |                                                                    | 5                                                                  |                                                                    |                                                                    | 1                                                                  |                                                                    | 1                                                                  |
| «Кінг Джордж»                                                      | липень 1944                                                        |                                                                    | —                                                                  | 1                                                                  | 1                                                                  |                                                                    | 1                                                                  |                                                                    |                                                                    | —                                                                  | 1                                                                  | 5                                                                  |                                                                    | 7                                                                  |                                                                    |                                                                    | —                                                                  | 1                                                                  | 1                                                                  |
| «Прінс оф Велс»                                                    | на час вступу в стрій березень 1941                                |                                                                    |                                                                    |                                                                    |                                                                    | 1                                                                  |                                                                    |                                                                    |                                                                    | 1                                                                  |                                                                    |                                                                    |                                                                    |                                                                    |                                                                    |                                                                    | 1                                                                  |                                                                    |                                                                    |
| «Прінс оф Велс»                                                    | травень 1941                                                       |                                                                    |                                                                    |                                                                    |                                                                    | 1                                                                  |                                                                    |                                                                    |                                                                    | 1                                                                  |                                                                    | 4                                                                  |                                                                    | 4                                                                  |                                                                    |                                                                    | 1                                                                  |                                                                    |                                                                    |
| «Прінс оф Велс»                                                    | липень 1941                                                        | 1                                                                  |                                                                    |                                                                    |                                                                    | 1                                                                  |                                                                    |                                                                    |                                                                    | 1                                                                  |                                                                    | 4                                                                  |                                                                    | 4                                                                  |                                                                    |                                                                    | 1                                                                  |                                                                    |                                                                    |
| «Дюк оф Йорк»                                                      | на час вступу в стрій листопад 1941                                |                                                                    | 1                                                                  |                                                                    |                                                                    |                                                                    |                                                                    | 1                                                                  |                                                                    | 1                                                                  |                                                                    | 4                                                                  |                                                                    | 6                                                                  |                                                                    |                                                                    |                                                                    |                                                                    | 1                                                                  |
| «Дюк оф Йорк»                                                      | квітень 1945                                                       |                                                                    | —                                                                  | 1                                                                  | 1                                                                  |                                                                    |                                                                    | —                                                                  | 1                                                                  | —                                                                  | 2                                                                  | 4                                                                  |                                                                    | 7?                                                                 |                                                                    |                                                                    |                                                                    | 1                                                                  | 1                                                                  |
| «Енсон»                                                            | на час вступу в стрій червень 1942                                 |                                                                    | 1                                                                  |                                                                    |                                                                    |                                                                    |                                                                    | 1                                                                  |                                                                    | 1                                                                  |                                                                    | 4                                                                  |                                                                    | 6                                                                  |                                                                    |                                                                    |                                                                    |                                                                    | 1                                                                  |
| «Енсон»                                                            | березень 1945                                                      |                                                                    | 0                                                                  | 1                                                                  | 1                                                                  |                                                                    |                                                                    | —                                                                  | 1                                                                  | —                                                                  | 2                                                                  | —                                                                  | 4                                                                  | —                                                                  | 7                                                                  | 1                                                                  |                                                                    | 1                                                                  | 1                                                                  |
| «Хау»                                                              | на час вступу в стрій серпень 1942                                 |                                                                    | 1                                                                  |                                                                    |                                                                    |                                                                    |                                                                    | 1                                                                  |                                                                    | 1                                                                  |                                                                    | 4                                                                  |                                                                    | 6                                                                  |                                                                    |                                                                    |                                                                    |                                                                    | 1                                                                  |
| «Хау»                                                              | травень 1944                                                       |                                                                    | —                                                                  | 1                                                                  | 1                                                                  |                                                                    |                                                                    | —                                                                  | 1                                                                  | —                                                                  | 1                                                                  | 5                                                                  | —                                                                  | —                                                                  | 7                                                                  | —                                                                  |                                                                    | 1                                                                  | 1                                                                  |

## Екіпаж
Під час розробки лінійних кораблів типу «Кінг Джордж V» планували, що екіпаж одного лінкора буде нараховувати 1409 осіб (70 офіцерів і 1339 старшин та матросів), у той же час екіпаж флагманського корабля становитиме 1543 особи (109 офіцерів і 1434 старшин та матросів). Фактично екіпаж був завжди більше проєктного, в основному за рахунок обслуги легкої зенітної артилерії, установленої після будівництва кораблів. Утім подібна ситуація була характерна і для лінкорів інших країн. У 1941 році «Принц Уельський» мав екіпаж у складі 1521 людини. На «Кінг Джордж V» у 1944 році служили 1582 людини. Команди «Дюк оф Йорка», «Енсона» і «Хау» до 1945 року нараховували по 1556 чоловік.

## Модернізації
Починаючи з 1942 року Адміралтейство провело модернізацію лінкорів класу «Кінг Джордж V» на основі досвіду, отриманого при загибелі «Прінс оф Велс». Були вжиті наступні заходи:
- встановлення пристрою для розмагнічування;
- встановлення гідролокатору;
- встановлення системи дистанційного керування зенітними автоматами;
- обладнання додаткових спостережних постів:
- установка броні для захисту приміщень операторів РЛС, приводів кермового пристрою та силових кабелів башт універсальної артилерії:
- встановлення додаткових водонепроникних перебірок та влаштування водонепроникних шахт;
- подовження мережі водовідливних насосів та встановлення переносних помп;
- дублювання протипожежної мережі;
- встановлення аварійної освітлювальної мережі;
- розміщення енергетичних агрегатів на ударостійких фундаментах;
- дублювання силових приводів універсальної артилерії.

Крім цього проведені такі основні модифікації:

### «Кінг Джордж V»
На початку 1941 року замість платформи КДП «пом-помів» між двома носовими КДП зенітної артилерії встановлено радар Type 271. У грудні 1941 року демонтовані установки UP, додані 1×4 та 1×8 установки «пом-помів». Замість КДП установок UP встановлені КДП «пом-помів». Встановлено 18 одноствольних «ерліконів».
У травні - червні 1942 року під час ремонт у Ліверпулі біли усунені аварійні пошкодження. Знятий зовнішній та встановлений внутрішній кабель розмагнічувального пристрою. На КДП 133-мм гармат встановлено чотири РЛС Type 285. Додана радіостанція FM2 MF D/F. У травні 1943 року встановлено 20 одноствольних 20-мм «ерліконів». Знято два 32-футові катери. Верхній місток продовжено назад, а адміральський - вперед.
У лютому - липні 1944 року проведений ремонт у Ліверпулі. Зняті 1×4 «пом-пом», 12 одноствольних «ерліконів», РЛС Type 273 та станція HF/DF. Встановлено 3×8 «пом-пома», 6×2 «ерліконів», 2×4 40-мм «бофорсу». Радар Type 279 замінений на Type 279В, на носовому КДП ГК Type 284 замінений на Type 274. Додані РЛС Type 277, Type 293, дві Type 282, додаткова РЛС Type 285 встановлена на кормовому КДП ГК. Додано станцію RH2 VHF/DF. Катапульта та літаки знято, змінено розміщення шлюпок, покращено умови проживання. 1945 року
знято два одиночні «ерлікони», встановлено два одиночні «бофорси».

### «Прінс оф Велс»
У травні 1941 року встановлено 4 РЛС Type 282 та 4 Type 285. У червні - липні 1941 року ремонт у Росайті. Демонтовано установки UP, додано 1×4 та 1×8 установки «пом-помів». Замість КДП установок UP встановлено КДП «пом-помів». Встановлено радар Type 271.

### «Дюк оф Йорк»
У квітні 1942 року встановлено 8×1 «ерліконів». У грудні 1942 - березні 1943 року ремонт у Росайті. Додатково встановлено 14 одиночних «ерліконів»[103]. Містки модифіковані як на «Кінг Джордж V». Прибрано катери навколо башти «В». На початку 1944 року замість двох одноствольних встановлено дві двоствольні установки «ерліконів».
У вересні 1944 - квітні 1945 року ремонт у Ліверпулі. Встановлені 2×8 та 6×4 «пом-помів», 2×4 «бофорса», 6×2 15×1 «ерліконів». Знято РЛС Type 273. РЛС Type 281 замінено на Type 281В, а радар Type 284 на два Type 274. Додано дві РЛС Type 277, по одній Type 282 та Type 293 і станція RH2 VHF/DF. Катапульту та літаки знято, змінено розміщення шлюпок, покращено умови проживання.

### «Енсон»
На початок 1943 року встановлено 22 одиночні «ерлікони». Знято катери навколо башти «В». У пипні 1944 — березні 1945 року ремонт у Девенпорті. Встановлено 2×8 та 4×4 «пом-поми», 2×4 «бофорса», 8×2 та 13 одиночних «ерліконів». Знята РЛС Тип 273. РЛС Тип 281 замінена на Тип 281В, Тип 285 на Тип 275, а радар Тип 284 на два Тип 274. Замість РЛС Type 282 встановлено РЛС Type 262, і ще дві РЛС Type 272, Додатково встановлені 2 VHF/DF, станція постановки перешкод Type 651. Зенітні КДП HZ/LA Mk V замінені на HA/LA Mk VI. Катапульту та літаки знято, змінено розміщення шлюпок, покращено умови проживання. У середині 1945 року 2×2 «ерлікони» замінено на 2×4 «пом-поми». 1946 року зняті 4×4 та 2×8 «пом-поми».

### «Хау»
На початку 1943 року встановлено 22 одиночні «ерлікони». У грудні 1943 — травні 1944 року ремонт у Девенпорті. Знято шість одиночних «ерліконів». Додані 2×8 «пом-поми», 2×4 40-мм «бофорси» та 4×2 20-мм «ерлікони». РЛС Type 281 замінена на Type 281В, а радар Type 284 на два Type 274. Замість РЛС Type 282 встановлена Type 262 і встановлені ще дві РЛС Type 262. Додатково встановлені одна РЛС Type 285, Type 277 і Type 293, станція RH. Катапульту та літаки знято, змінено розміщення шлюпок, покращено умови проживання. 
У червні - вересні 1945 року у Дурбані знято усі 34 одноствольні «ерлікони». Додано 6×4 «пом-помів» і 18×1 «бофорсів». Наприкінці 1945 року у Портсмуті знято 6×1 40-мм «бофорси». У травень 1948 - червні 1949 року у Девенпорті знято 2×4 «бофорси».

## Історія експлуатації

### «Кінг Джордж V»

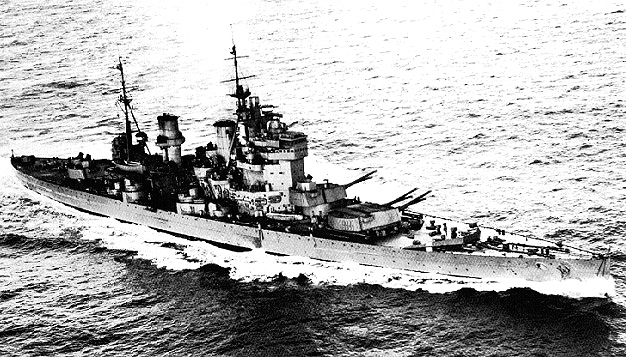
«Кінг Джордж V» у 1941 році

Головний корабель серії був закладений 1 січня 1937 року на верфі компанії «Віккерс-Армстронг» (англ. Vickers-Armstrongs) в місті Ньюкасл-апон-Тайн. Спущений на воду 21 лютого 1939 року, офіційно вступив у стрій 11 грудня 1940-го. У січні 1941 року, ще до досягнення повної бойової готовності, лінкор здійснив перехід через Атлантику, доставивши у США нового британського посла. На зворотному шляху «Кінг Джордж V» прикривав конвой. У березні 1941-го брав участь у рейді на Лофотенські острови.
У травні 1941 року «Кінг Джордж V» брав участь в операції проти німецького лінкора «Бісмарк». 27 травня 1941-го спільно з лінкором «Родней» вступив у бій з «Бісмарком» і випустив по ньому 339 снарядів головного і 660 універсального калібру. Потім корабель діяв у Північній Атлантиці, прикриваючи операції британського флоту, а також арктичні конвої. 1 травня 1942 року, під час однієї з таких операцій, через несприятливі погодні умови протаранив британський есмінець «Пенджабі». Есмінець затонув, а вибух глибинних бомб, які знаходилися на його борту завдав лінкору серйозних пошкоджень у носовій частині.

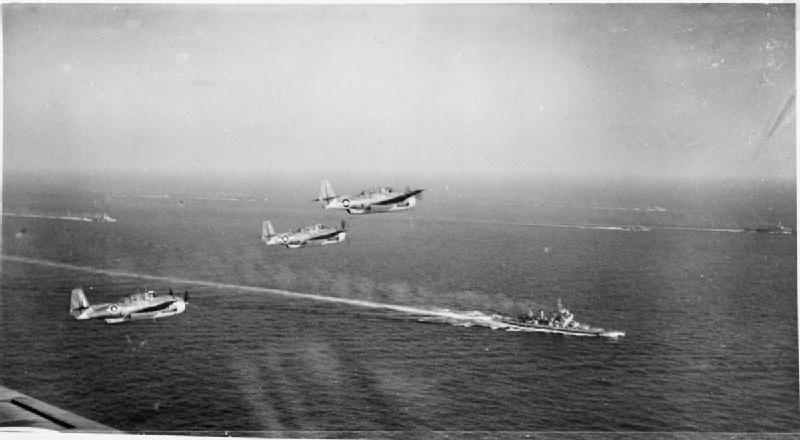
Американські літаки Avenger та лінкор «Кінг Джордж V» під час боїв за Окінаву

Після ремонту «Кінг Джордж V» знову став флагманським кораблем Флоту метрополії і прикривав арктичні конвої. Влітку 1943 року корабель перейшов на Середземне море і був включений до складу З'єднання H. 10—11 липня 1943-го «Кінг Джордж V» провів відволікаючу артпідготовку біля узбережжя Сицилії під час підготовки до висадки союзників на острів. У першій половині 1944 року корабель пройшов ремонт і вирушив до Тихого океану, де увійшов до складу оперативної групи британського флоту, що діяла спільно з американськими ВМС. У липні 1945-го обстрілював гарматами головного калібру передмістя Токіо.
Після завершення бойових дій на Тихому океані, лінкор вирушив до Австралії для проходження ремонту. Після чого у березні 1946 року повернувся до Британії. Далі корабель служив флагманом флоту, але вже наступного року був поставлений на новий ремонт. У 1948—1949 роках входив до складу навчальної ескадри, а у вересні 1949-го був виведений в резерв. 30 квітня 1957 року лінкор виключили зі складу флоту і на початку 1958-го продали на брухт.

### «Принц Уельський»
Закладений 1 січня 1937 року на верфі компанії Cammell Laird в Біркенхеді. Спущений на воду 3 травня 1939 року, став у стрій 31 березня 1941-го. Вже 22 травня 1941 року «Принц Уельський» вийшов у море на перехоплення німецького лінкора «Бісмарк». До складу з'єднання також входив лінійний крейсер «Худ». Вранці 24 травня, вслід за «Худом», лінкор вступив у бій з німецьким з'єднанням, яке складалося з лінкора «Бісмарк» і важкого крейсера «Принц Ойген». Після швидкої загибелі «Худа» «Принц Уельський» вів бій один. У лінкор потрапили 7 німецьких снарядів — 3 калібру 380 мм та 4 — калібру 203 мм. Серйозних ушкоджень британський лінкор не отримав, хоча один із снарядів «Бісмарка» пробив наскрізь слабо броньовану бойову рубку корабля і вилетів з неї не розірвавшись, але встиг вивести з ладу всіх членів екіпажу, що знаходилися там. Через технічні несправності вийшли з ладу спочатку одна гармата носової башти, потім вся башта, а згодом вийшла з ладу і кормова башта головного калібру. Після цього командир лінкора віддав наказ відступити. У свою чергу, «Принц Уельський» добився трьох влучень 356-мм снарядами в «Бісмарк». Серйозних ушкоджень вони не заподіяли, але один із снарядів пробив носову паливну цистерну, що це змусило німців перервати операцію і почати відступ у Францію.

«Принц Уельський» був занадто новим кораблем, за що і постраждав. Утім вже в першому короткому бою він заподіяв своєму супротивнику відчутні пошкодження. Виснажені артилеристи, що воювали більше зі своїми гарматами, ніж з німцями, не підозрювали, що вирішили результат не цього бою, а всієї битви.
— Сміт П. Захід володарки морів.

Після ремонту у травні-липні 1941 року лінкор повернувся в стрій і в серпні 1941-го доставив британського прем'єр-міністра У. Черчілля на Ньюфаундленд для зустрічі з президентом США Ф. Рузвельтом. Восени «Принц Уельський» ненадовго був включений до складу З'єднання H, після чого повернувся у Флот метрополії. 25 жовтня 1941-го лінкор направили у Південно-Східну Азію. 28 листопада до «Принца Уельського» в Коломбо приєднався лінійний крейсер «Рипалс». 2 грудня обидва кораблі прибули в Сингапур. Разом із есмінцями прикриття вони утворили З'єднання Z.
Коли авіарозвідка виявила японський морський конвой, адмірал Т. Філліпс вирішив перехопити його і 8 грудня 1941 року вивів свої кораблі в море. Вранці 10 грудня британські кораблі були атаковані японськими бомбардувальниками-торпедоносцями G3M і G4M (всього 73 машини), що здійснили 6 послідовних атак на «Принц Уельський» та «Рипалс». Вже під час другої атаки «Принц Уельський» отримав 2 влучання торпедами у лівий борт. Майже всі приміщення вздовж борту виявилися затоплені, а корабель позбувся більшої частини електроенергії. У зв'язку з цим механізовані установки гармат універсального і зенітного калібру не могли діяти, і вогонь по противнику вели лише 7 одинарних установок «Ерлікон» і один «Бофорс», що мав ручний привід. В результаті четвертої атаки у правий борт лінкора потрапили 4 торпеди. Під час шостої атаки японці досягли одного влучання 250-кг бомбою. Через півтори години після початку атаки «Принц Уельський» перекинувся і затонув. Разом з кораблем загинуло 513 членів екіпажу, включаючи адмірала Філліпса. Поразка значно підірвала бойовий дух британських військ, що обороняли Малайзію та Сингапур.

### «Дюк оф Йорк»
Лінкор був закладений 5 травня 1937 року на верфі компанії «Джон Браун» (англ. John Brown) в місті Клайдбенк. Спущений на воду 28 лютого 1940 року, став у стрій 4 листопада 1941-го. У цей час лінкор «Принц Уельський» вирушив до Тихого океану, тому «Дюк оф Йорк» зайняв його місце у Флоті метрополії.

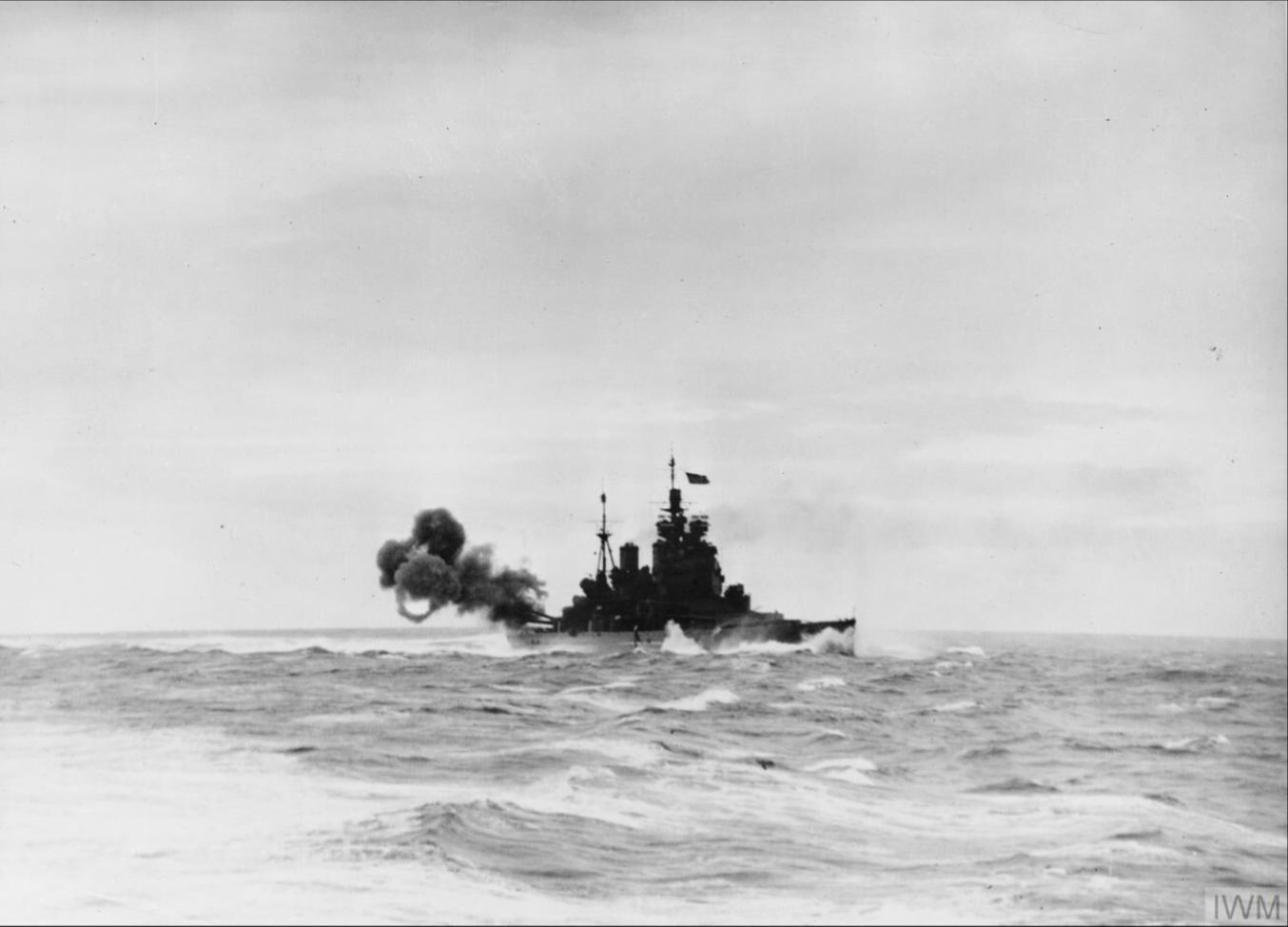
«Дюк оф Йорк» веде вогонь із гармат головного калібру

У середині грудня 1941 року ще не повністю боєздатний лінкор здійснив плавання через Атлантику, доставивши в США У. Черчілля. В лютому 1942-го британський прем'єр висунув ідею обміняти «Дюк оф Йорк» на 8 важких крейсерів американського флоту. Ідея була відкинута Першим лордом Адміралтейства на тій підставі, що Королівський флот не зможе швидко підготувати екіпажі для нових крейсерів. Наступні 9 місяців лінкор прикривав арктичні конвої. У жовтні-листопаді 1942 року був флагманом З'єднання H. З грудня 1942 року по березень 1943-го перебував у ремонті. З 8 травня 1943 року став флагманським кораблем Флоту метрополії. У липні того ж року лінкор провів відволікаючу операцію біля берегів Норвегії. У жовтні прикривав американський авіаносець «Рейнджер» під час операції проти судноплавства в норвезьких водах. Далі знову став на захист арктичних конвоїв. 26 грудня 1943-го, під час прикриття конвою JW-55B, вступив у бій з німецьким лінійним крейсером «Шарнхорст», який намагався перехопити конвой.

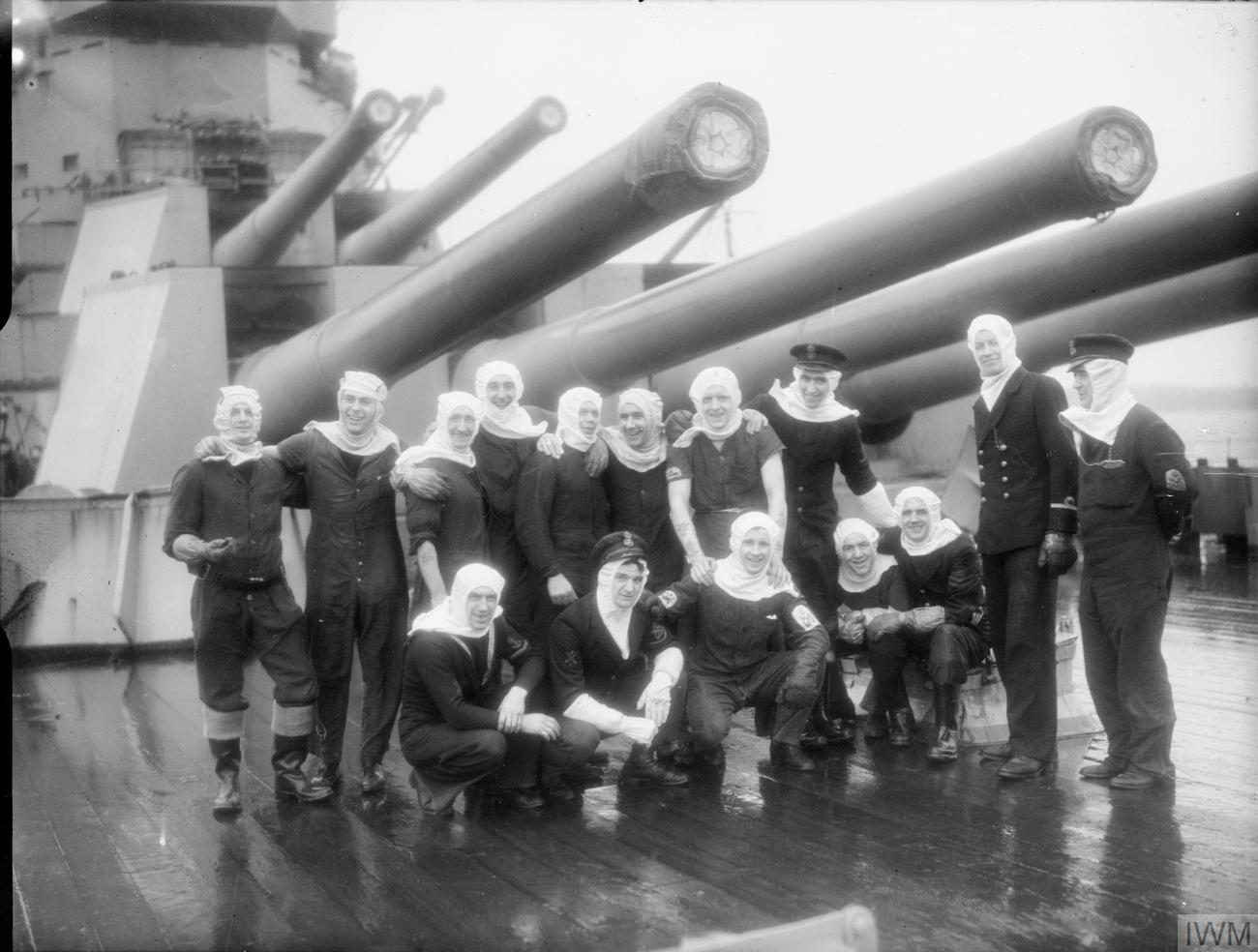
Члени екіпажу «Дюк оф Йорк» після успішного бою проти німецького лінійного крейсера «Шарнхорст»

Фактично бій вилився в тригодинне переслідування британцями німецького корабля. Вдалим попаданням «Дюк оф Йорку» вдалося пошкодити машинну установку противника, після чого, спільно з легкими силами, наздогнати його. Вогнем британського лінкора «Шарнхорст» був повністю виведений з ладу і втратив хід, а згодом був добитий торпедною атакою крейсерів та есмінців. Під час битви «Дюк оф Йорк» випустив 446 356-мм снарядів і 686 133-мм. Із 52 залпів 31 накрили ціль, було зафіксовано не менше 13 прямих влучень головним калібром.
У липні-серпні 1944 року «Дюк оф Йорк» прикривав авіаносці, що двічі атакували німецький лінкор «Тірпіц». З вересня 1944 року по березень 1945-го корабель проходив черговий ремонт, поєднаний з підготовкою до бойових дій проти Японії. Утім на Тихий океан лінкор прибув тільки в липні і практично не брав участі у боях, проте був присутній під час підписання акту про капітуляцію Японії.
«Дюк оф Йорк» повернувся до Британії в липні 1946 року і відразу став на черговий ремонт. З грудня 1946 року по квітень 1949-го був флагманом Флоту метрополії. Потім його вивели в резерв, а у листопаді 1951-го поставили на прикол. 30 квітня 1957 року лінкор був офіційно виключений зі складу флоту і наступного року утилізований.

### «Енсон»
Був закладений 20 липня 1937 року на верфі Swan Hunter в Уолсенді. Спущений на воду 24 лютого 1940 року, став у стрій 22 червня 1942-го. У 1942—1944 роках входив до складу Флоту метрополії, прикривав арктичні конвої та авіаносні з'єднання під час їх операцій в норвезьких водах. З червня 1944 року по березень 1945-го пройшов ремонт. В кінці квітня 1945-го разом з лінкором «Дюк оф Йорк» був перекинутий на Тихий океан для війні проти Японії. Утім «Енсон» взяв участь лише в одній операції — прикривав висадку в Гонконзі в серпні 1945 року, але вогню не відкривав.
У липні 1946-го «Енсон» повернувся до Великої британії, пройшов черговий ремонт і в жовтні того ж року увійшов до складу навчальної ескадри. У серпні 1950 року був виведений в резерв, 30 березня 1957-го виключений зі складу флоту і проданий на брухт.

### «Хау»
Був закладений 1 червня 1937-го на верфі Fairfield в Глазго. Спущений на воду 9 квітня 1940 року, став до ладу 29 серпня 1942-го. У січні-лютому 1943 року прикривав арктичні конвої, у березні-квітні — трансатлантичні. У травні 1943-го увійшов до складу З'єднання H і брав участь у висадці союзницьких військ на Сицилію.
У жовтні 1943 року повернувся до Флоту метрополії. У січні-квітні 1944 року пройшов ремонт, із серпня діяв в Індійському і Тихому океанах, головним чином прикриваючи рейди авіаносців. У травні 1945-го брав участь у підтримці військ, що висаджувалися на острів Окінава. З липня і до кінця війни ремонтувався в Дурбані.
З вересня 1945 року став флагманом Східно-Індійського флоту. У Велику Британію повернувся в січні 1946-го і був включений до Флоту метрополії. З серпня 1946 року по травень 1948-го входив до складу Навчальної ескадри. У серпні 1949 року, після чергового ремонту, був виведений в резерв. У квітні 1957 року «Хау» був виключений зі складу флоту і 2 червня 1958-го проданий на брухт.

## Оцінка проєкту
Лінкори типу «Кінг Джордж V» створювалися в умовах поступового занепаду Британської імперії, коли вона вже не могла дозволити собі розкіш «двохдержавного» стандарту, тобто британський флот мав бути не лише найсильнішим у світі, а й перевершувати флоти двох наступних разом узятих держав. У цій ситуації була зроблена ставка на не надто потужний, але досить численний тип кораблів. Лінкори типу «Кінг Джордж V» стали найбільшою серією лінійних кораблів 1930-1940-х років.
| Порівняння тактико-технічний характеристик лінкорів побудованих у 1930-40-х роках |                       |                                  |                                  |                                  |                     |                           |                            |                                  |
| Характеристики                                                                    | «Кінг Джордж V»       | «Бісмарк»                        | «Літторіо»                       | «Рішелье»                        | «Північна Кароліна» | «Південна Дакота»         | «Айова»                    | «Ямато»                          |
| Держава                                                                           | Велика Британія       | Третій Рейх                      | Італія                           | Франція                          | США                 | США                       | США                        | Японія                           |
| Водотоннажність, стандартна/повна, т                                              | 36 727/42 076         | 41 700/50 900                    | 40 724/45 236                    | 37 832/44 708                    | 37 486/44 379       | 37 970/44 519             | 48 425/57 540              | 63 200/72 810                    |
| Артилерія головного калібру                                                       | 2×4 и 1×2 — 356-мм/45 | 4×2 — 380-мм/47                  | 3×3 — 381-мм/50                  | 2×4 — 380-мм/45                  | 3×3 — 406-мм/45     | 3×3 — 406-мм/45           | 3×3 — 406-мм/50            | 3×3 — 460-мм/45                  |
| Артилерія допоміжного калібру                                                     | 8×2 — 133-мм/50       | 6×2 — 150-мм/55, 8×2 — 105-мм/65 | 4×3 — 152-мм/55, 12×1 — 90-мм/50 | 3×3 — 152-мм/55, 6×2 — 100-мм/45 | 10×2 — 127-мм/38    | 8×2 — 127-мм/38           | 10×2 — 127-мм/38           | 4×3 — 155-мм/60, 6×2 — 127-мм/40 |
| Легка зенітна артилерія                                                           | 4×8 — 40-мм/40        | 8×2 — 37-мм, 12×1 — 20-мм        | 8×2 и 4×1 — 37-мм, 8×2 — 20-мм   | 4×2 — 37-мм                      | 4×4 — 28-мм         | 7×4 — 28-мм, 16×1 — 20-мм | 15×4 — 40-мм, 60×1 — 20-мм | 8×3 — 25-мм                      |
| Бронювання бортів, мм.                                                            | 356 — 381             | 320                              | 70 + 280                         | 330                              | 305                 | 310                       | 307                        | 410                              |
| Бронювання палуб, мм                                                              | 25 + 127…152          | 50…80 + 80…95                    | 45 + 90…162                      | 150…170 + 40                     | 37 + 140            | 37 + 146…154              | 37 + 153…179               | 35…50 + 200…230                  |
| Бронювання башт головного калібру, мм.                                            | 324 — 149             | 360 — 130                        | 350 — 150                        | 430 — 170                        | 406 — 184           | 457 — 184                 | 432 — 184                  | 650 — 190                        |
| Бронювання бойової рубки, мм                                                      | 76 — 114              | 220 — 350                        | 260                              | 340                              | 406 — 373           | 406 — 373                 | 440                        | до 500                           |
| Енергетична установка, к. с.                                                      | 110 000               | 138 000                          | 130 000                          | 150 000                          | 121 000             | 130 000                   | 212 000                    | 150 000                          |
| Максимальна швидкість, вузлів                                                     | 28,5                  | 29                               | 30                               | 31,5                             | 27,5                | 27,5                      | 32,5                       | 27,5                             |

До недоліків лінкорів типу «Кінг Джордж V» зазвичай відносять кілька помилок, яких припустилися ще на стадії проєктування. Через необґрунтовані тактичні вимоги — вести вогонь прямо по курсу при нульових кутах піднесення гармат — дальність плавання лінкорів виявилася недостатньою, а морехідні якості — невисокими.
Серйозні проблеми були і з підводним захистом. Усі розрахунки проєктувальників виявилися неправильними. Глибина захисту вийшла недостатньою, а його конструкція — недосконалою. У результаті «Принц Уельський» практично втратив боєздатність вже після влучання в нього двох відносно малопотужних японських авіаторпед. Посприяло цьому і невдале рішення щодо забезпечення корабля енергією.
Якщо розглядати суто лінкорний комплекс, то «Кінг Джордж V» виглядає доволі скромно у порівнянні зі своїми сучасниками, насамперед через недалекоглядний вибір артилерійського озброєння. Теоретично лінкори мали добре бронювання, але на практиці воно не забезпечувало ефективного захисту від 380-406-мм снарядів. Зони невразливості, тобто діапазони дистанцій, на яких вже не пробивається бортова броня, але ще не пробивається палубна були у лінкорів типу «Кінг Джордж V» дуже обмеженими. Фактично лише кораблі з явно слабшим озброєнням, як «Шарнхорст», не становили для лінкорів особливої загрози. У найбільш невигідному становищі британські лінкори перебували в порівнянні з лінкорами типу «Айова» та «Ямато».
| Зони невразливості лінкорів типу «Кінг Джордж V» проти гармат лінкорів 1930—40-х років |             |                 |                 |                 |                     |         |         |
| Тип лінкора                                                                            | «Шарнхорст» | «Бісмарк»       | «Рішелье»       | «Літторіо»      | «Північна Кароліна» | «Айова» | «Ямато» |
| Зона невразливості по енергетичній установці, м                                        | від 9620    | 17 205 — 18 685 | Немає           | Немає           | Немає               | Немає   | Немає   |
| Зона невразливості по артилерійським погребам, м                                       | від 8510    | 15 725 — 26 455 | 19 980 — 24 790 | 23 310 — 25 900 | 18 685 — 19 240     | Немає   | Немає   |

З іншого боку, усі сучасники британських лінкорів виявилися непогано захищеними від відносно легких британських снарядів і всі вони мали досить великі зони невразливості в бою проти лінкорів типу «Кінг Джордж V». Тому теоретично британські лінкори потрапляли би у дуже невигідне становище, особливо на початку бою.
| Зони невразливості іноземних лінкорів проти гармат лінкорів типу «Кінг Джордж V» |                 |                 |            |               |                     |                 |            |
| Тип лінкора                                                                      | «Шарнхорст»     | «Бісмарк»       | «Рішелье»  | «Літторіо»    | «Північна Кароліна» | «Айова»         | «Ямато»    |
| Зона невразливості по енергетичній установці, м                                  | 12 395 — 18 685 | 14 615 — 18 685 | —          | —             | —                   | 13 875 — 24 975 | від 12 025 |
| Зона невразливості по артилерійським погребам, м                                 | 6944 — 22 940   | 12 395 — 23 865 | від 10 545 | 9204 — 21 803 | 16 465 — 24 975     | 13 875 — 26 640 | від 12 025 |

Однак формальні розрахунки зон невразливості і реалії бойових дій помітно різнилися. На практиці, британські лінкори цього типу аж ніяк не виглядали явно слабшою стороною в боях з ворогом. Бойовий досвід показав, що табличні характеристики пробивання броні не мають вирішального значення під час бою.

Для лінкорів зі схемою захисту «все або нічого» більшість снарядів влучали в неброньовані частині корпусу, надбудови й гарматні установки. У бою «Бісмарка» з «Принцом Уельським» жоден зі снарядів обох сторін не влучив у головний броньовий пояс або головну броньову палубу. У другому бою з тим же лінкором і в битві «Дьюк оф Йорк» із «Шарнхорстом» німецькі кораблі були виведені з ладу без пробитих погребів і машин (за винятком випадкового влучання в гласис котельного відділення «Шарнхорста»). Тим не менш, обидва німецькі лінкори до кінця бою практично втратили хід, так що для «добивання» ворога британської 14-дюймовки цілком вистачало. У морському бою часів Другої світової війни стан систем керування стрільбою відігравало величезну, можливо навіть основну роль.
— Кофман В. Л. Лінійні кораблі типу «Кінг Джордж V»

Кожна зброя ефективна лише тоді, коли її правильно застосовують. У цьому британські флотоводці Другої світової війни були в цілому на висоті. Завдяки чому далеко не досконалі, але вміло застосовані лінкори типу «Кінг Джордж V» суттєво вплинули на війну на морі.